# Johan Sickinghe (1576-1652)
Joncker Johan III Sickinghe (tot Warffumborch) (1576 - Warffum, 25 september 1652), heer en hoofdeling van Warffum, Usquert en Zuidwolde, was een zeer vermogend en invloedrijk landedelman in Noord-Groningen. Hij was hofmeester van het Winsumer- en Schaphalsterzijlvest, hoofdparticipant en bewindhebber van de Kamer ter Stad en Lande van de WIC en lid van de Heren XVII. Van zijn vader Feijo Sickinghe (1546-1579) erfde hij de burcht Warffumborg te Warffum. Hij was hiermee de derde Sickinghe die deze borg bewoonde. Tussen 1608 en 1632 was hij eigenaar van het Groningse Waddeneiland Rottumeroog. Hij was collator van Breede, waar hij de predikant benoemde. Hij nam in 1633 deel aan de rouwstoet van stadhouder Ernst Casimir van Nassau-Dietz en ondertekende als jongeman in 1594 de akte van trouw aan de Unie van Utrecht, met uitzondering van de bepaling omtrent de godsdienst. 

## Leven
Johan Sickinghe, telg van het Groningse adellijke regentengeslacht Sickinghe, werd geboren als zoon van jonker Feijo Sickinghe (1546-1579) en Oede Gaykinga. Zijn vader was landedelman en speelde als politicus een grote rol voor de onafhankelijkheid van de Ommelanden ten opzichte van de stad Groningen en het Spaanse bewind tijdens de Tachtigjarige Oorlog. Feijo schoot zichzelf bij een noodlottig ongeval op 33-jarige leeftijd per ongeluk dood. Johan was toen 3 jaar oud. Hij nam in 1633 deel aan de rouwstoet van stadhouder Ernst Casimir van Nassau-Dietz. Sickinghe was een kleinzoon van de burgemeester van Groningen dr. Johan Sickinghe (1495-1572). Hij was daarnaast een volle neef van de Groningse humanist Johannes Sickinghe (1602).     

Hij studeerde rechten te Genève (1594) en te Padua (1596).

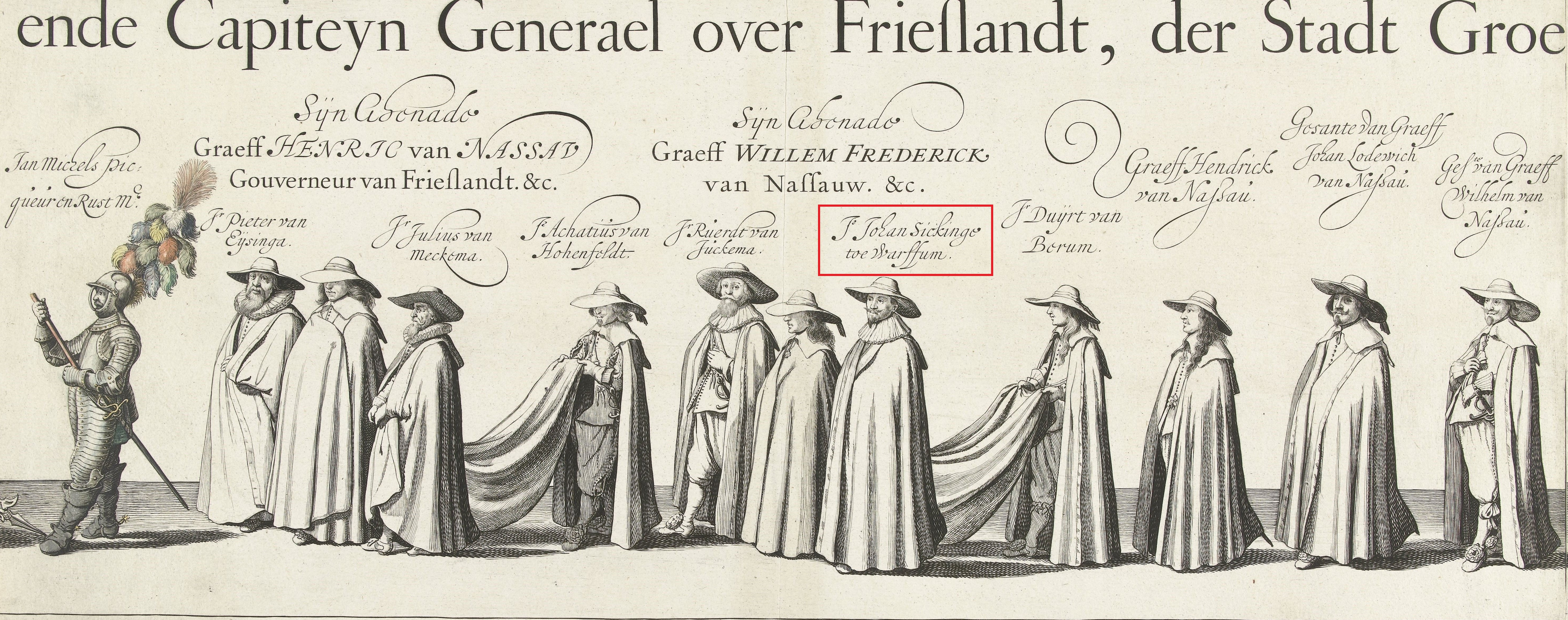
Jonker Johan Sickinghe (1576-1652) naast graaf Willem Frederik van Nassau-Dietz en achter graaf Hendrik Casimir I van Nassau-Dietz in de begrafenisstoet van stadhouder Ernst Casimir van Nassau-Dietz te Leeuwarden, 1633

Sickinghe was eigenaar van een herenhuis in de stad Groningen dat tegenover het Artilleriehuis lag en dat tegen de stadsmuur was aangebouwd. Hij verkreeg bij het overlijden van zijn vader de rechten van de Warffumborg met de daar bijbehorende 70 hectare aan grond en de vele heerlijk- en gerechtigheden te Warffum, Breede, Usquert, Uithuizen, Den Andel, Warfhuizen, Zuidwolde, Adorp, 't Zandt, Leermens, Zeerijp en Eenum, alsmede omvangrijke landerijen onder Finsterwolde. Hij kon goed overweg met de stadhouder Willem Frederik van Nassau-Dietz (1613-1664) en nam in 1633 deel aan de rouwstoet van stadhouder Ernst Casimir van Nassau-Dietz (1573-1632) te Leeuwarden. Hij vergezelde de familie direct achter de dragers van de kist en liep ter linkerzijde van graaf Willem Frederik van Nassau-Dietz en direct achter graaf Hendrik Casimir I van Nassau-Dietz (1612-1640); beiden zoons en opvolger in het stadhouderschap van hun vader Ernst Casimir.

Johan was protestant, maar kon zich kennelijk niet vinden in de strenge leer van de calvinisten. Hij ondertekende als jongeman in 1594 de akte van trouw aan de Unie van Utrecht, met uitzondering van de bepaling omtrent de godsdienst. Hij bezocht de provinciale landdagen trouw en werd in 1608 alsnog toegelaten als lid. Al in 1596 bracht hij samen met de nieuwe predikant de vergulde miskelk naar goudsmid Jurren Muntinck in Groningen, om die te laten omsmeden in een avondmaalsbeker. Ten minste in 1621 was hij lidmaat.

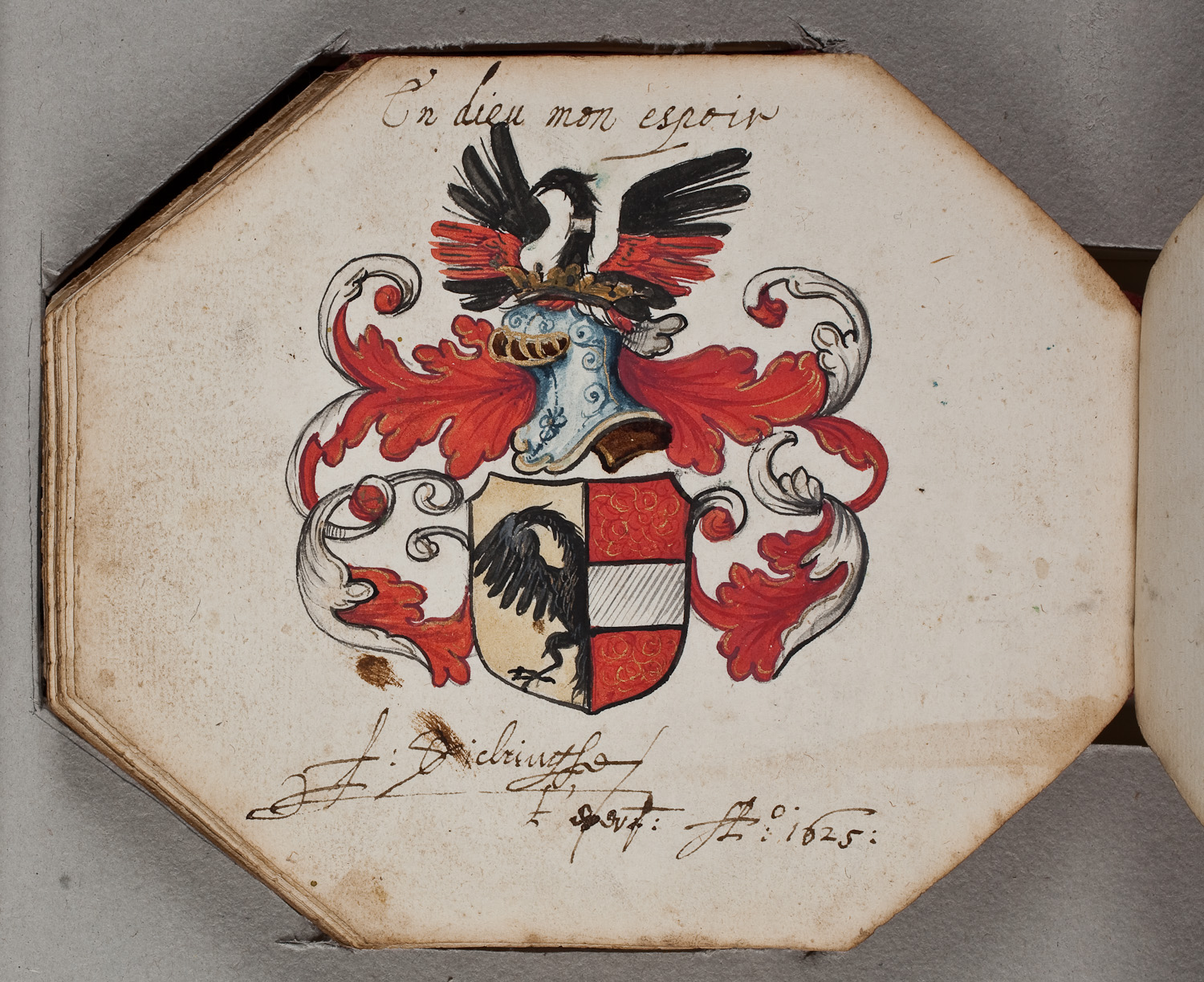
Albuminscriptie van Johan Sickinghe in het album amicorum van Homme van Harinxma thoe Slooten (1607-1663)

De jaarlijkse inkomsten van Johan bedroegen ten minste 11.944,50 gulden. Dat zijn vermogen groot moet zijn geweest bleek wel uit de erfenis die de weduwe van zijn zoon jonckheer Feio Sickinghe (1610-1666) destijds ontving. Deze bedroeg 125.000 Carolusgulden. De dochter van Johan, Catharina Sickinghe (†1650), trouwde op 25 oktober 1642 met de jonker Schotto Tamminga van Bellingeweer; zoon van Onno Tamminga en Cecilia Beninga. Schotto kreeg 500 Carolusgulden per jaar uit de boedel van de vader van Catharina, genoemd de 'Edelen Erentfesten Jr. Johan Sickinghe.
Johan schreef in 1625 in het album amicorum van Homme van Harinxma thoe Slooten (1607-1663) en in datzelfde jaar in het album van Juw van Harinxma thoe Slooten (1607-).  
Op 21 januari 1636 was Sickinghe getuige van Margareta Clant (1619-1642) bij haar huwelijk met de jonker Maurits Ripperda (ca.1604 - 1665)
In 1643 raakte Sickinghe verwikkeld in een ingewikkelde juridische affaire rondom het eiland Rottumeroog. Het conflict liep zo hoog op dat de Gedeputeerde Staten, de Hoofdmannenkamer en zelfs de Staten-Generaal in Den Haag gedwongen werden zich met de zaak te bemoeien. 

## Huwelijk en nakomelingen

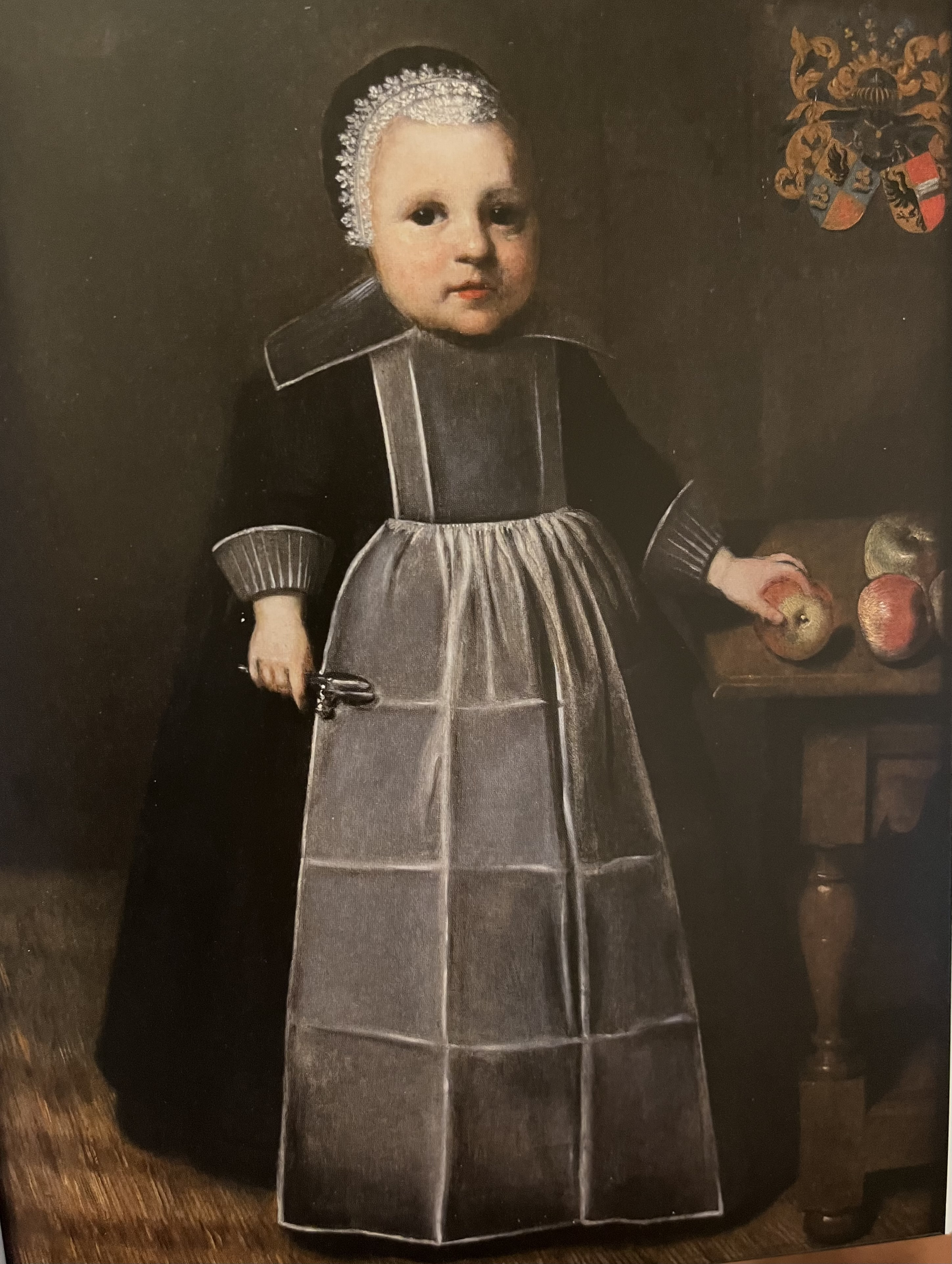
Schilderij van de kleinzoon van Johan, Bocke van Burmania (1637 -1702). Rechtsboven de wapens Van Burmania-Sickinghe.

Johan trouwde met Luts van Jongema (†1612) uit Wommels en samen kregen zij vier kinderen te weten: 
- Feio Sickinghe (1610-1666),  jonker en hoofdeling te Warffum, Breede, Usquert en Zuidwolde, Ommelander redger en politicus.
- Catharina/Cathrijne Sickinghe (†1650), zij trouwde op 25 oktober 1642 met jr. Schotto Tamminga, luitenant-president van de Hoge Justitiekamer. In de Sint-Joriskerk te Heumen hingen twee wapenborden met daarop het wapen van de familie Sickinghe dat verwees naar Catharina. De een van haar kleindochter, Lucretia Louise Baronesse van der Noot (1668-1744) en de ander van Lucreatia's zoon, Walraed van Steenhuys jr. (†1718)[5]
- Oede/Oedt Sickinghe (1611 - 30 september 1637 te Leens), maakster van een doek in filet techniek met daarop het Sickinghe wapen, in bezit van het Rijksmuseum Amsterdam, trouwde in 1634 met Poppo Bockes van Burmania (ca.1610-1638), telg uit het geslacht van Burmania en kapitein en hofmeester van prins Hendrik Casimir I van Nassau-Dietz.
- Anna Sickinghe (†1635), trouwde met Taco van Cammingha (1605/1606-1668); heer van de Cammingha State en grietman van Wonseradeel.

Johan was grootvader van de jonkers Rudolph, Johan en Feio. Alle drie waren naast hun bestuurlijke functies militair geweest. Samen met hun broer Hindrik (1650-1682) stonden zij bekend om hun heldhaftige optredens bij het Gronings Ontzet en het Beleg van Coevorden in 1672. Voor twee van zijn kleinzoons, waaronder Rudolph, stelde Johan de hoogleraar Johannes Mensinga (1635-1698) aan als gouverneur. Mensinga visiteerde de broers op de academiën te Heidelberg en Straatsburg.
Dochter Oedt Sickinghe overleed na het baren van haar zoon Bocke van Burmania (1637-1702). Toen haar man Poppo Bockes van Burmania in 1638 overleed, kreeg Sickinghe de voogdij over hun zoon. 

## Als landedelman
Sickinghe leefde als bewoner van de Warffumborg als landedelman. De borg had hij rond 1582 geërfd van zijn jong overleden vader Feijo Sickinghe (1546-1579).  
Hij bezat en verhuurde zeker 500 hectare aan landerijen met aanwassen te Warffum, op 't Warffumer Uiterdijk, te Usquert, Uithuizermeeden, Zuidwolde, Tinallinge, Den Andel, Oostwold, Goldhoorn en 39 hemen (boerenerven) te Warffum en Zuidwolde. Daarnaast bezat hij een tichelwerk (steenfabriek) ten zuiden van Warffum en een tichelwerk te Goldhoorn (onder Finsterwolde). 
In 1589 deed hij een grote goederenruil met het cisterciënzer-vrouwenklooster Yesse. De zusters zochten vanwege de vele oorlogen in de Ommelanden een veilige plek binnen de muren van de stad. De zusters kregen als refugium het Sickinghehuis op de zuidwestelijke hoek van het Zuiderdiep en de Herestraat dat al sinds de overgrootvader van Johan in familiebezit was. Johan ontving van het klooster meerdere rentebrieven, de rechten van een heer land ter grootte van 13,5 juk en stukken land in de kerspelen Brede, Warffum, Baflo en Den Andel ter grootte van 81 juk.  

In 1608 leende Sickinghe geld aan de Provincie Stad en Lande, waarvoor hij 24 jaar lang het eiland Rottumeroog in onderpand kreeg. Hier benoemde hij in 1628 Rener Lubberts tot voorlezer, schoolmeester en strandvonder van Rottumeroog. Sickinghe liet veel op het eiland repareren. Zo liet hij bijvoorbeeld rond 1630 nieuwe vlaken (horden) op het eiland aanbrengen. In 1632 kreeg Sickinghe uiteindelijk zijn geld en de Provincie haar eiland terug. Op 10 februari 1638 volgde nog een uitspraak in een geschil tussen de provincie en 'jonker Sickinghe' wegens het ''planten'' van konijnen op het eiland. 

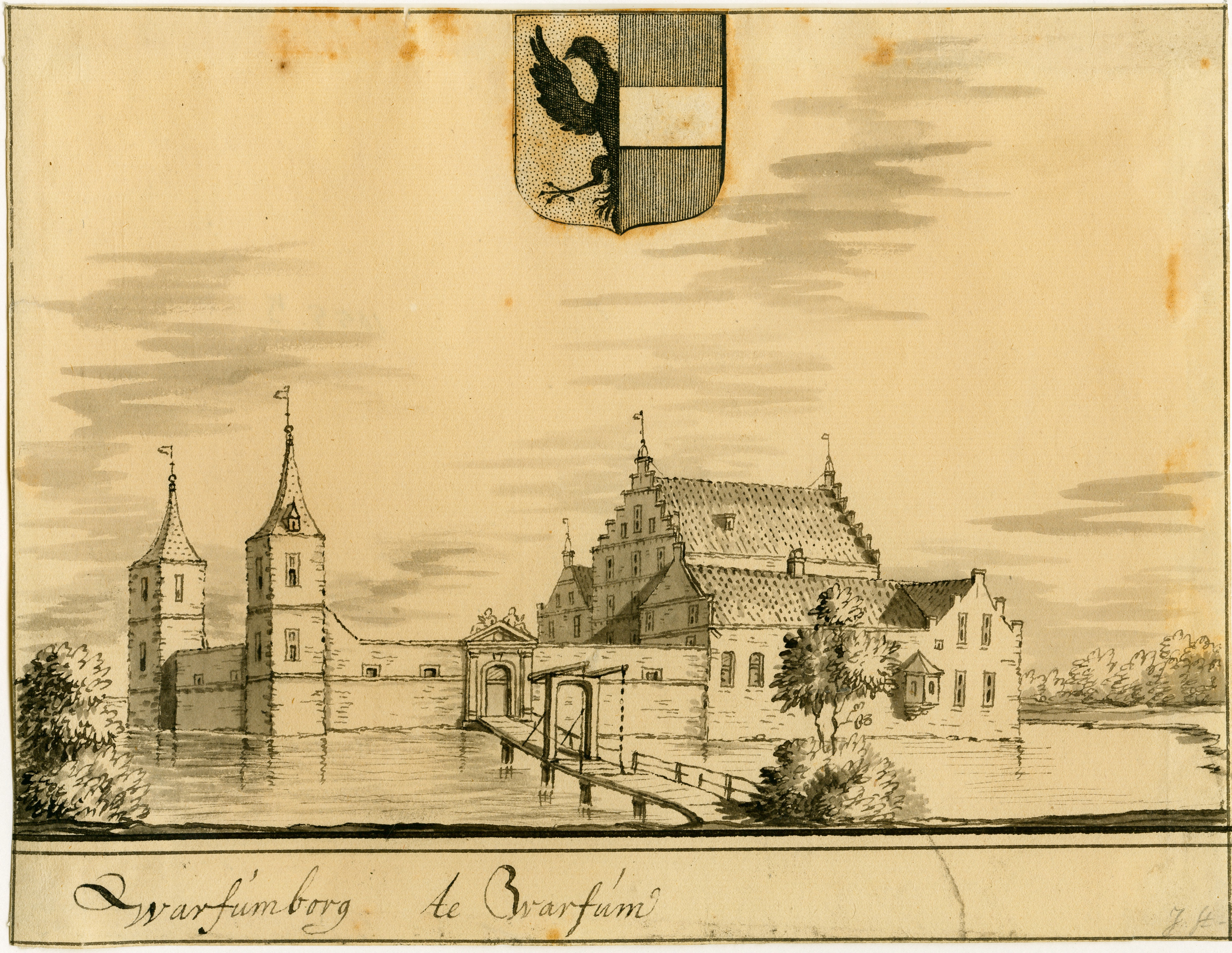
De Warffumborg of Sickinghe-borg met het wapen van de familie Sickinghe, anno 1686

Na de Reductie van Groningen in 1594 gingen de kloostergoederen en vele kerkelijke rechten over naar de Staten Generaal. Op hun beurt gaven zij deze weer aan de Gewestelijke Staten. Hierbij kwamen ook de tiendrechten aan de provincie, die ze in de 17e en 18e eeuw, tegelijk met andere ‘heerlijke rechten’ ging verkopen. Zo kwamen de tienden, die hier als koeschot, schapeschot, dekenlammeren, bonghaver en weltplege bekend stonden, in handen van verschillende Ommelander Heren. In 1627 werd het recht van dekenlammeren en bonghaver, behorend tot het convent van Rottum, verkocht aan jonker Johan Sickinghe van Warfum en Gerlacus Verrutius, rentmeester der kloostergoederen. Enkele tijd later droeg Gerlacus zijn helft over aan Johan. Uit een verzegeling van 1631 blijkt dat Johan Sickinghe het recht van bonghaver en dekenlammeren te Kantens, Eppenhuizen, Startenhuizen, Middelstum, Doornwert, Huizinge en Westerwijtwerd bezat.
Johan en zijn vrouw Luts Jongema (†1612) gaven de borg en alle bijbehorende landerijen door aan hun zoon, Feio Sickinghe (1610-1666). 

### De Johannieter Commanderij te Warffum

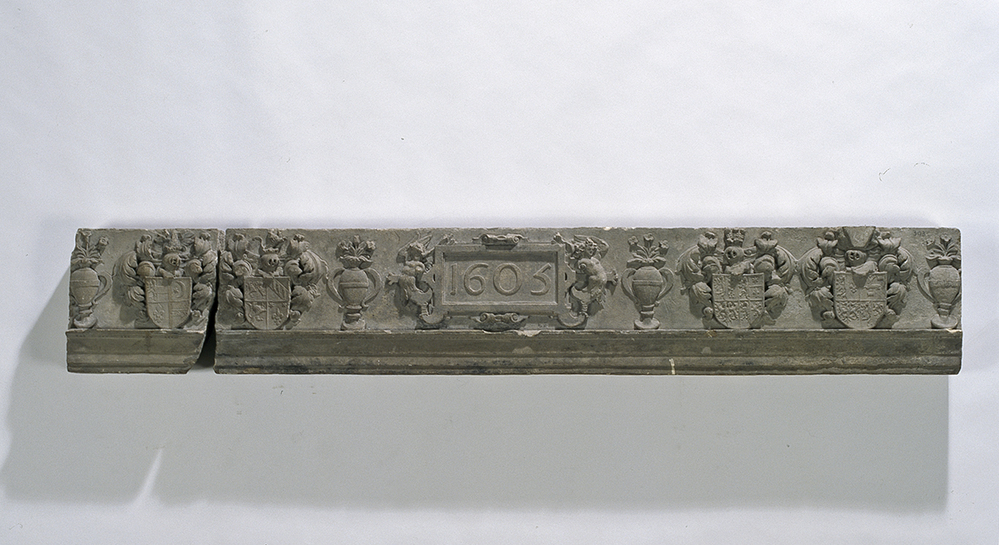
Schoorsteenlatei van de Warffumborg met daarop de wapenkwartieren van Johan Sickinghe en zijn vrouw Luts van Jongema

Johan was als bewoner van de Warffumborg buurman van de Johannieter Commanderij te Warffum. Het Warffumerklooster van de Johannieterorde bestond al zeker vóór 1284 en was rond 1540 met vier priesters en tachtig nonnen de grootste Johannieter commanderij van het land. 
Naar aanleiding van de Reformatie werd door de Staten van Stad en Ommelanden van Groningen besloten dat de commanderij geen nieuwe kloosterlingen meer mocht aannemen. Het leek erop dat de bezittingen van de Commanderij (in 1595 nog goed voor zo’n 1.743 hectare aan landerijen) buiten schot bleven maar na veel getouwtrek zond de stad in 1609 enkele gedeputeerde naar het klooster om een inventaris op te maken van haar bezittingen. Geze Jorryens, priorin van het klooster, riep de hulp in van enkele Ommelander jonkers. Zo riep zij de hulp in van Johan Sickinghe, vanwege zijn vele bestuursfuncties een krachtige persoonlijkheid uit de regio. Als buurman droeg hij het klooster een warm hart toe en hij schoot het dan ook te hulp. Toen Johan zag dat de gedeputeerden tijdens de visitatie op 3 augustus 1609 niet van hun standpunt af waren te brengen nam hij het woord en zei hen 'dat zij moesten weten wat zij doen en dat hij voor zich ook zal weten wat hem te doen staat'. Daarnaast wilde hij 'de heren er nog even opmerkzaam op maken, dat hij den rechtstoel in Warfum bezit en dat hij uit dien hoofde in deze aangelegenheid ook een stem in het kapittel heeft'. Men besloot samen te gaan tafelen en nam na afloop hoffelijk afscheid van elkaar. Sickinghe deed alles wat in zijn vermogen was om de zaak te redden. Zo werden de gedeputeerden voor de Hoofdmannenkamer gedaagd maar Sickinghe werd in het ongelijk gesteld. Zij riepen ten slotte nog de tussenkomst van de Staten-Generaal in maar ook dat mocht niet baten. Johan kon, alle inspanningen ten spijt, uiteindelijk niet voorkomen dat de kloosterbezittingen in 1610 aan de Provincie vervielen en dit betekende dan ook het einde van de Commanderij Warffum.   

## In kerkelijk verband

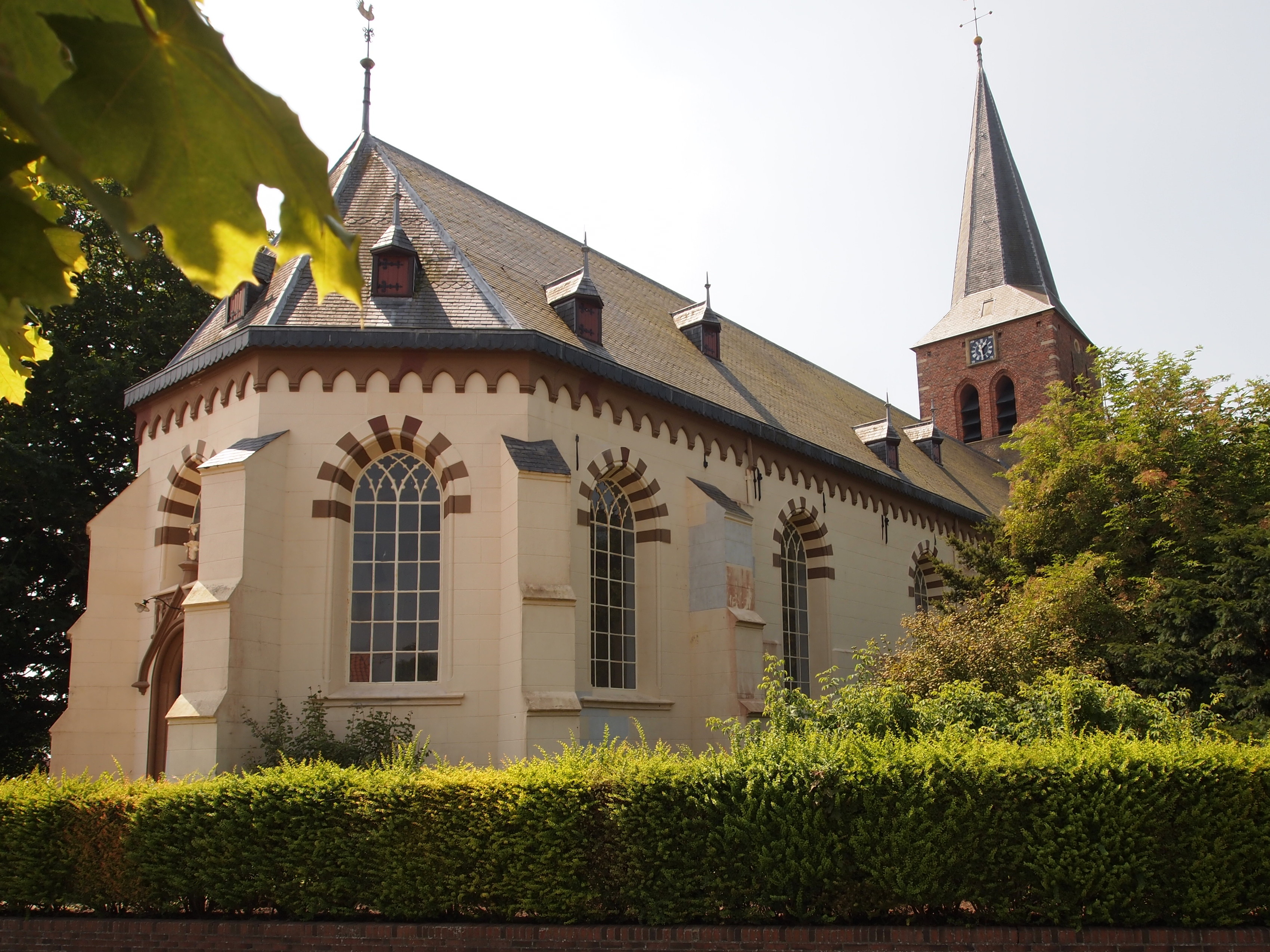
De Sebastiaankerk te Warffum

Sickinghe was als grootgrondbezitter en collator van Warffum en Breede betrokken bij vele kerkelijke aangelegenheden in de regio. Hieronder enkele voorbeelden. 

In 1609 verzocht Sickinghe samen met 'consorten' om de prediker Theodoricus Petri van Zuidwolde naar een andere plaats te transfereren. Zijn verzoek werd ingewilligd. Op 4 mei 1632 werd hij uitgenodigd om mee te delibereren over de electie van de predikant te Zuidwolde. 

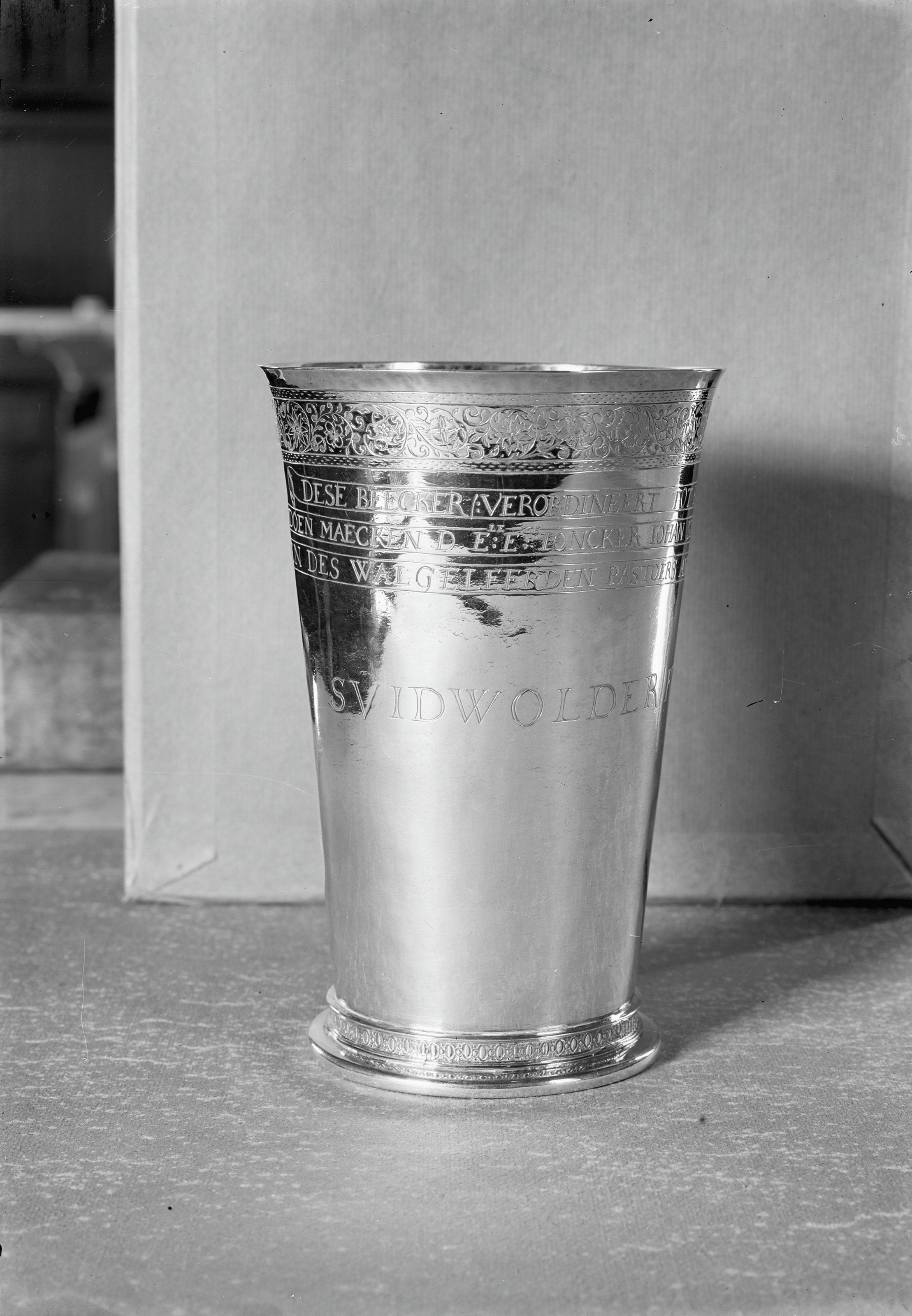
De zilveren avondmaalsbeker van de kerk van Zuidwolde met daarop de naam van Johan Sickinghe, 1615

De Ommelander kerkorde schreef in de 17e eeuw voor dat 'op zondagen voor negen uur een ouderling een of twee hoofdstukken uit de bijbel zou voorlezen'. In de praktijk kwam hier weinig van terecht omdat een heel aantal plaatsen in eerste instantie überhaupt geen kerkenraad had. In het geval er wel een kerkenraad was dan werd vaak aan de koster gevraagd om 'de lectuur der Heilige Schrift voor de predicatie op te dragen'. Ook dat bleek geen vaste waarde. Zo liet jonker Johan Sickinghe van Warffumborg, collator van Warffum, op 3 september 1621 door Ds. Samuel Ritzius te Warffum aan de classis Middelstum verzoeken dat des Sondags na het leste luiden ein capittell uth de Bibell mochte gelesen worden, het de caspelluiden mochten vergaren.

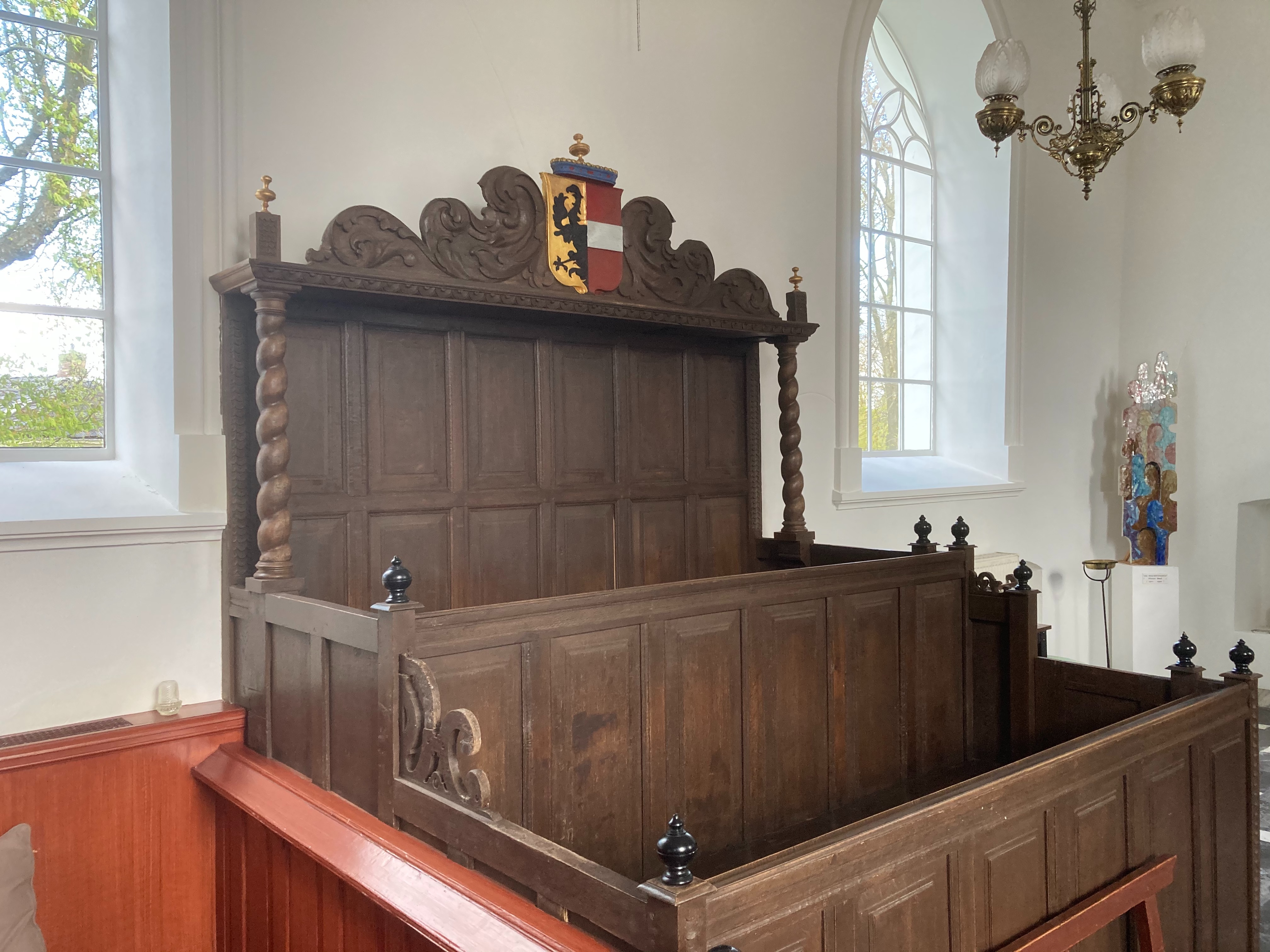
De herenbank in de kerk van Breede, geplaatst in 1653, met daarboven het wapen van de familie Sickinghe

Volgens een akte, uit 22 september 1630, verklaren 'kerkvoogden dat de 1000 car. gld. afkomstig van Stad en Ommelanden de armen te Warffum toebehoren, verleden voor Johan Sickinghe, jonker en hoveling te Warffum'. 
Vóór de reformatie waren priesters en armvoogden (meestal ook kerkvoogden) verantwoordelijk voor de armenzorg in de Ommelander dorpen. Na de Reductie veranderde dit radicaal. Waar de Ommelander kerkorde voorschreef om diakenen verantwoordelijk te maken voor de inzameling van aalmoezen in de kerk en het toezicht op de armen, daar hadden de kerspelen (waaronder Johan Sickinghe) een heel ander idee. Johan stelde in 1638 te Zuidwolde dan ook twee dorpsarmvoogden aan die géén lidmaat waren. De classis was machteloos en kon alleen bij Sickinghe bewerkstelligen dat er ten minste ook één diaken werd aangesteld.
Op 1 februari 1646 kregen de burgemeesters van Enkhuizen en haar kerkelijk gecommitteerden de opdracht om zich richting Warffum te bewegen. Hier moesten zij de jonkheer en hoveling te Warffum en Usquert, Johannes Sickinghe, overtuigen om Ds. Ubbenius vrij te laten in het beroep dat op hem werd gedaan door Enkhuizen. Het gezelschap werd door jhr. Sickinghe allervriendelijkst ontvangen en 'zij verkregen diens ''adellyck woort'' om hun ter wille te zijn in het bereiken van hun oogmerk, waarvoor de Enkhuizer Magistraat in een schrijven van 26 februari haar grote erkentelijkheid betuigde'.

### Restanten in de 21e eeuw
Het opschrift op de klok van de kerk van Breede luidt: Anno duysent ses hondert ende sestien heeft my Hans Falck van Nueremberg Ghehoten spes meo in deo. Joncker Johan Syckinge. Het wapen van de familie Sickinghe is in het ontwerp verwerkt en meegegoten. De klok is waarschijnlijk door Johan aan de kerk geschonken.  

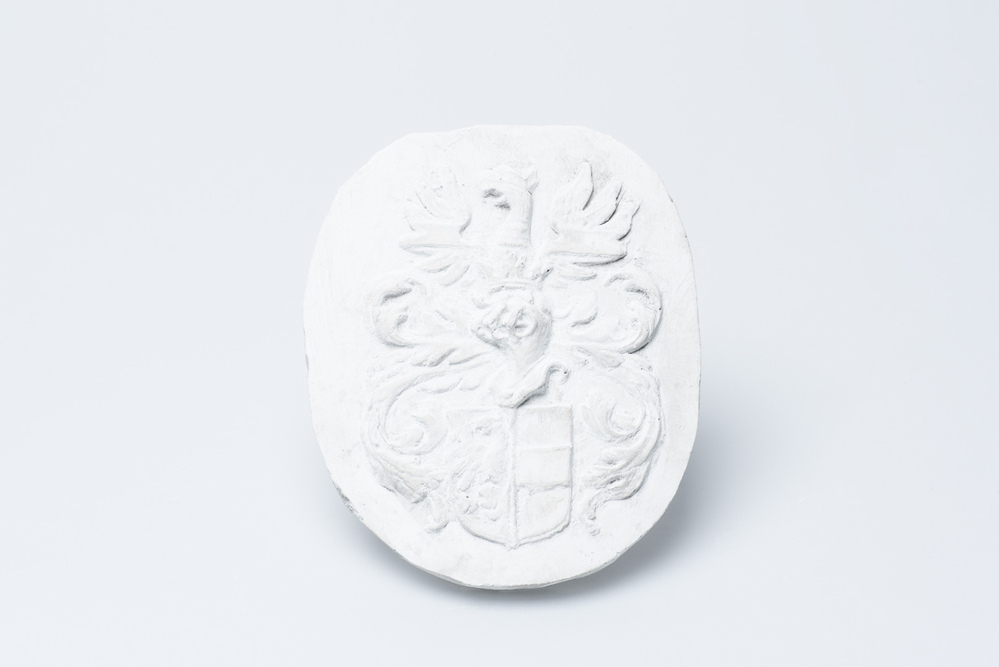
Gipsafgietsel van de klok te Breede met het wapen van Johan Sickinghe

De zoon van Johan, jonckheer Feio Sickinghe (1610-1666), zou uiteindelijk op 13 juni 1638 de eerste steen voor de toren van de kerk van Warffum leggen. De herenbank van de kerk van Breede met daarboven het wapen van de familie Sickinghe is in 1653 waarschijnlijk door deze Feio geplaatst.     
De kerk van Zuidwolde bezit een zilveren avondmaalsbeker met daarop genoemd: 'D.E.E. (Edele Erentfeste) Joncker Johan Sickinghe toe Werfum int jaer 1615'

## Werkzaamheden als bestuurder
Sickinghe vervulde als grootgrondbezitter vele (politieke) bestuursfuncties.  
Zo was hij op veel plekken redger en in die rol besloot hij in 1601 over de vicarie te Uithuizermeeden. Op 8 maart 1611 werd vanuit de gecommitteerden uit de Ommelanden een verzoek ingediend om Siger Sigers te benoemen tot gecommitteerde in de generaliteitsrekenkamer in plaats van 'jonker Sickinga'.
  

Hij was als redger van Warffum betrokken bij verschillende aangelegenheden in en rondom zijn regio. Zo bracht hij in 1624 een rapport uit waarin hij grote nalatigheid meldde in het verrichtten van de wachtdiensten in sommige dorpen van de Ommelanden en in de lage steek van het Gorecht. Hij besloot hiervan mededeling te doen in de vergadering van de Staten. Op 7 februari 1629 verzocht Sickinghe de burgemeesters en de raad van Groningen om zich onzijdig te willen houden in het geschil met Den Andel over de Warfumer en Breedster uiterdijken.

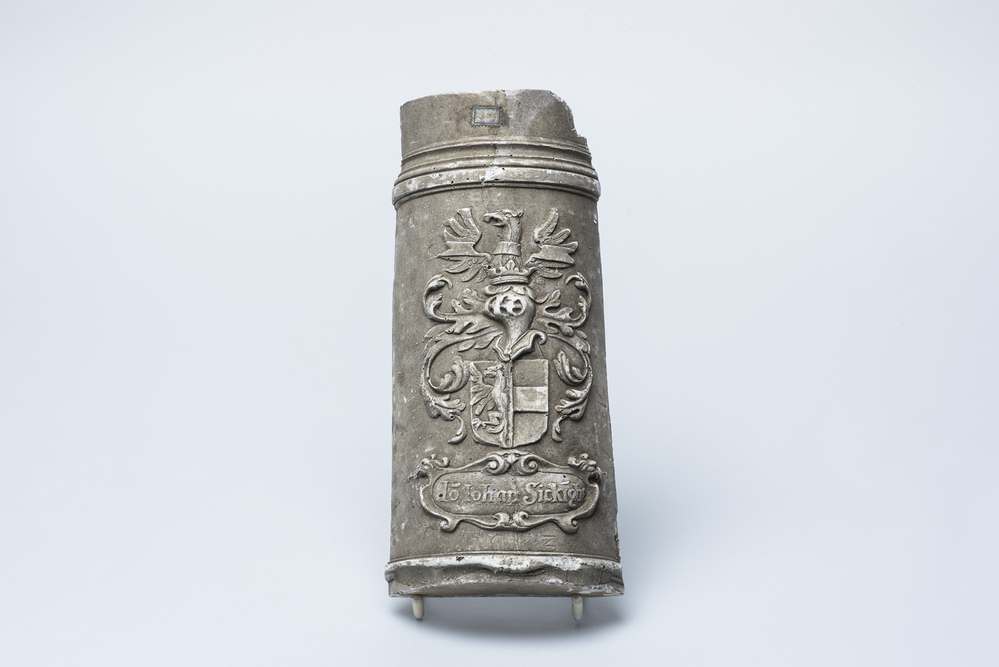
Gipsafgietsel van de loop van een kanon met daarop de naam en het wapen van Johan Sickinghe

Sickinge was een verklaard tegenstander van de stad Groningen en actief betrokken bij de acties van de Oldambtsters om zelfbestuur te krijgen. Daarbij speelde zeker ook zijn betrokkenheid bij het droogleggen van het Huningameer bij Oostwold een rol. Op 24 juni 1629 tekende hij een contract met jonker Johan Huninga van Oostwold (woonachtig op Hissema te Garsthuizen) over het afwateren en inpolderen van het meer. De Oldambtsters klaagden over tegenwerking en voelden zich op veel punten tekort gedaan door de stad Groningen. Johan werd niet herkozen als burgemeester; zijn broer Sebo Huninga gaf leiding aan protestacties die ertoe zouden moeten leiden dat hun landstreek weer zitting kreeg in de provinciale landdag. Johan Sickinghe ondertekende in 1640 als voornaamste geërfde te Finsterwolde een protestbrief en verklaarde later dat hij in 1601 en 1602 zelf had gezien hoe de Oldambtster vertegenwoordigers als onderdeel van de Stadsjurisdicties aanwezig waren geweest.

### Strandkwestie
Op 28 oktober 1643 verongelukte het fluitschip 'De Ovelgunne' met schipper Jan Vonck. De bemanningsleden waren met een sloep van boord gegaan maar het schip lag in stukken op een zandplaat ten westen van Rottumeroog. Een deel van de lading kostbaar Engels laken dreef rond of spoelde aan op het strand. Wie er mee hadden geholpen aan de berging van de goederen en wie daarvoor als vergoeding recht hadden op een deel van de lading werd het middelpunt van het conflict. Aan de ene kant waren er de bemanningsleden van het schip en de hoge provinciale ambtenaar en vervener Adriaan Geerts Wildervanck (1605-1661) als afgevaardigde namens de Engelse eigenaren. Geerts had een deel van de goederen bij zijn warenhuis in de stad weten op te slaan maar was van mening dat met name hij verantwoordelijk was geweest voor de berging van de goederen. Aan de andere kant waren er de lokale bewoners, de pachter van het eiland Edso Fockens en de redger en borgheer Johan Sickinghe van Warffum, onder wiens jurisdictie het eiland viel. Sickinghe had een deel van de gestrande goederen in zijn bezit. Aangezien hij deze weigerde af te geven bracht de advocaat-provinciaal de zaak in 1634 voor de Hoofdmannenkamer.

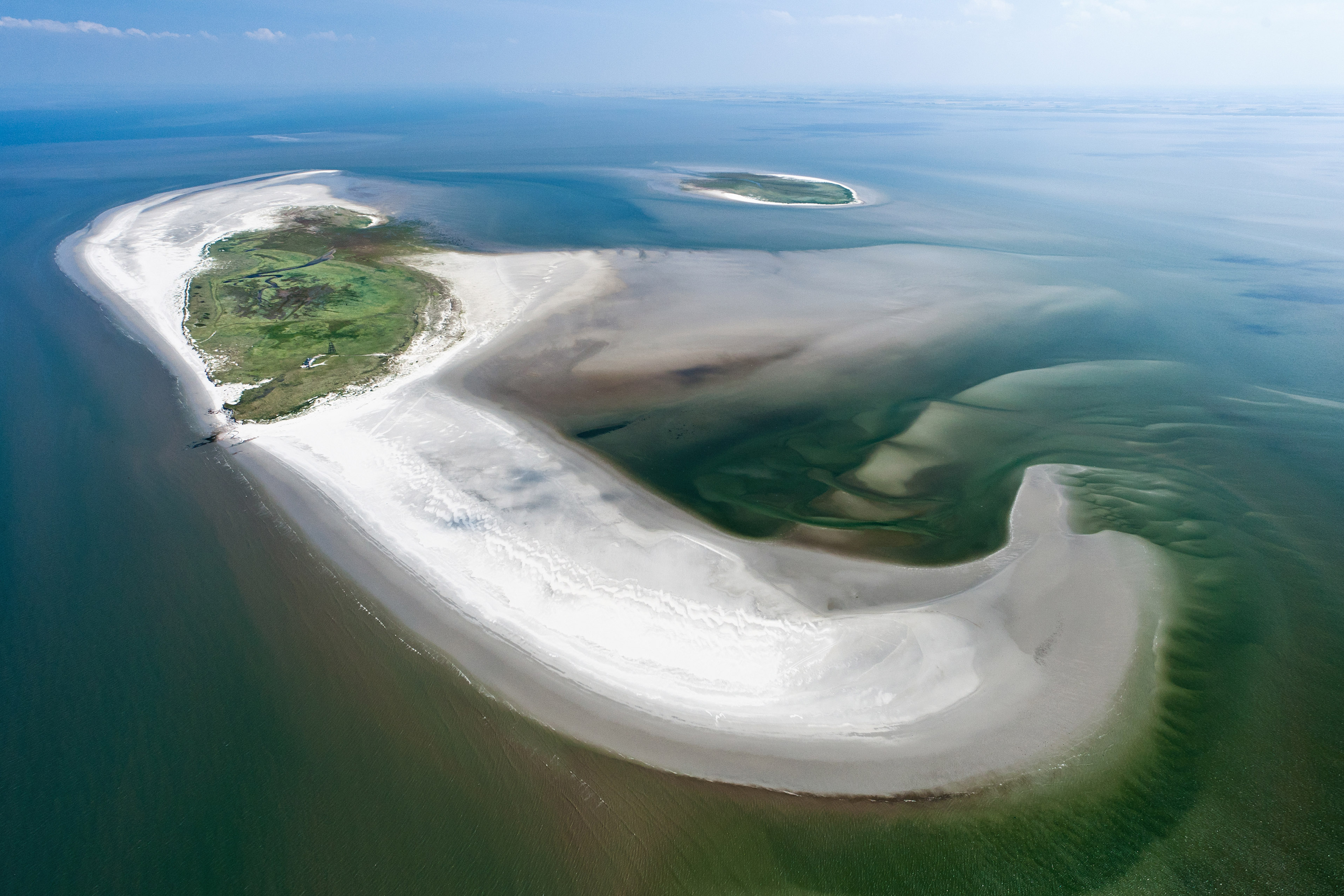
Het eiland Rottumeroog

Johan nam bij de kwestie zijn dorpsgenoten in bescherming en voerde aan dat een deel van het laken in zijn jurisdictie was geborgen en daar nog steeds lag. Hij vond het redelijk dat de bergers (zijn dorpsgenoten), zoals het recht dat voorschreef, minimaal een derde deel van het strandgoed kregen en dat de huurder van Rottumeroog - ofwel Edso Fockens - minstens zoveel rechten had als Geerts. Het conflict zorgde uiteindelijk voor veel frictie tussen de Ommelanden en het stadsbestuur. Het provinciale bestuur zorgde er zelfs voor dat er op 20 juni 1644 vier militairen bij Geerts zijn woning aan het Schuitendiep in de stad Groningen werden ingelegerd om te kunnen garanderen dat er in de tussentijd niets door hem verkocht zou worden. In 1644 werd Schotto Tamminga, destijds schoonzoon van Sickinghe en luitenant-president van de Hoge Justitiekamer, door gevolmachtigden van de Engelse kooplieden verzocht zich te onthouden bij stemming over de kwestie. In 1645 ging Johan, ondanks protest om daar mee te wachten, over tot de verkoop van de goederen die bij hem in opslag lagen. Hij verdeelde de opbrengst in 1647 onder alle bergers. De hoofdrolspelers Edso Fockens, Jan Benes, de eilandbewoners Mente en Willem Jansen, twee bergers uit Schiermonnikoog en een aantal Warffumers ontvingen gezamenlijk ruim 7000 gulden. Adriaan Geerts vocht uiteindelijk tevergeefs tot 1649 juridisch door.

### Winsumer- en Schaphalsterzijlvest
Hij speelde een belangrijke rol in het bestuur van het Winsumer- en Schaphalsterzijlvest. Zo was hij zijlrechter en later hofmeester van het zijlvest.  

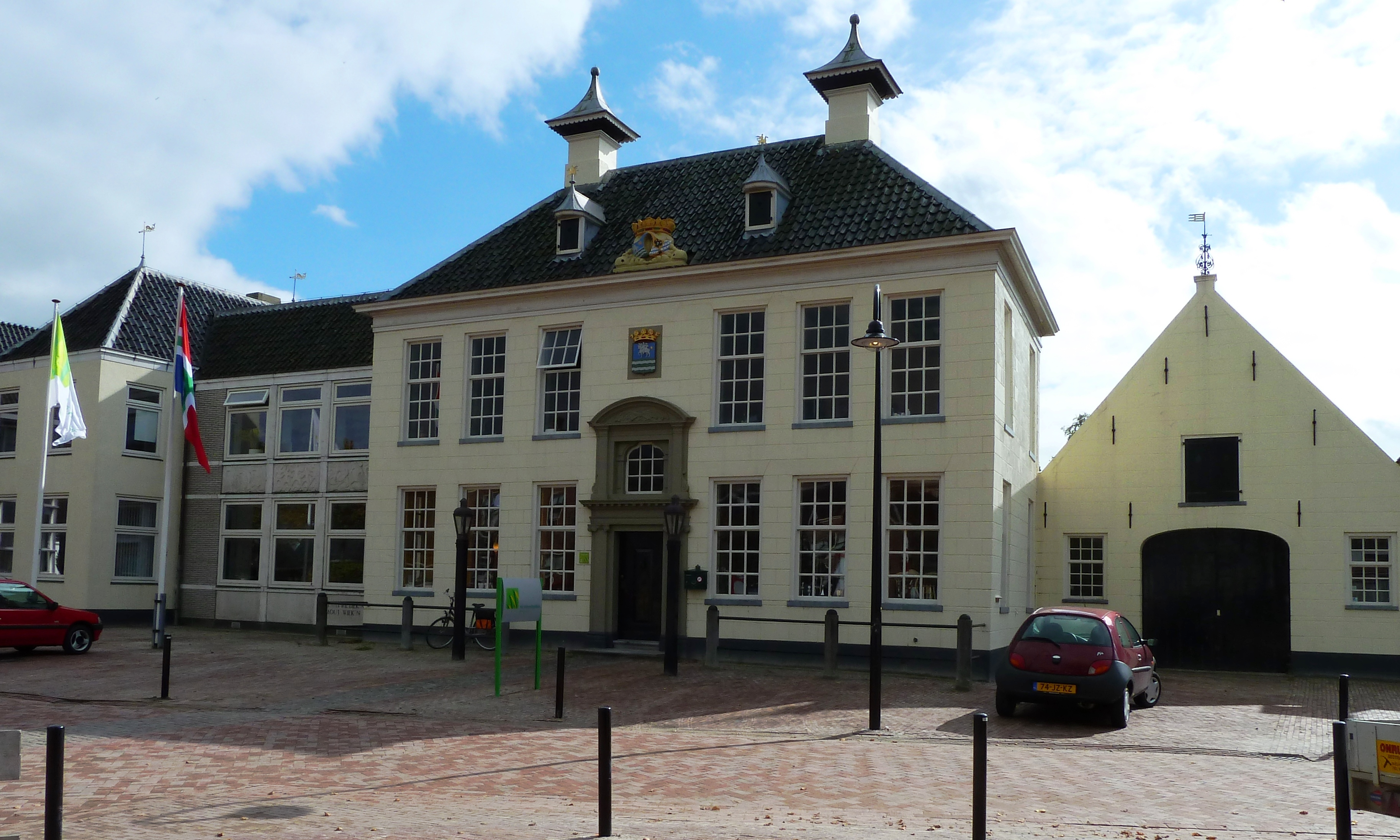
Het waterschapshuis van het waterschap Hunsingo

Enkele besluiten en resoluties aangaande Johan Sickinghe in zijn functie als bestuurder:  
- Op 1 mei 1616 wordt het verzoek van mede-schepper Sickinghe om een vonder of balk ten noorden van de Scheeftil over de Delthe te leggen goedgekeurd.
- Op 22 mei 1616 ontvangt Sickinghe, schepper van Warfum, goedkeuring voor zijn plan om met 130 daler guit de ''gemiene burse'' een nieuwe brug te Onderdendam te maken nadat door de schepperen van Uithuizen, Zandeweer en Overmaringe geen subsidie was verleend.
- Op 11 juni 1617 wordt Johan Sickinghe en de andere medeschepperen een vergunning verleend om in de Tjabbe til een schotdeur te maken om het water van het hoge landt beter te kunnen opschutten.
- Op 1 mei 1618 wordt een commissie benoemd, bestaande uit Ernst van IJsselmuiden en Johan Sickinghe, ten einde zich te wenden tot de Gecommitteerden der kloostergoederen om materialen uit de kloosters Rottum en Wijtwert of elders voor het bouwen van een Zijlvesterhuis te Onderdam.
- Op 7 juni 1620 klaagt Johan Sickinghe Sijmen Jansen aan wegens het onwettig schouwen van de wegen, de buiningen, de Onderdamsterbrug en het beboeten met breuken in zijne schepperij.
- In 1625 ontvangt Johan Sickinghe een doos met zijlvester brieven om deze te laten drogen en reinigen wegens de vochtigheid.

#### Als hofmeester
Waar de Zijlvesten in eerste instantie voornamelijk zelfstandig handelden, kwam daar na de Reductie van Groningen in 1594 verandering in. De provincie vergrootte haar invloed en de scheppers van het Winsumer- en Schaphalsterzijlvest schikten zich in 1630 toch in de benoeming van Johan Sickinghe (1576-1652) tot hofmeester. Johan werd bij het Zijlvest verklaard 'lief en aangenaam te wezen'. Voorwaarde voor zijn aanstelling was dat hij hetzelfde jaarlijkse salaris ontving als dat van de vorige Scheppers, dat de provincie 'naar Zijlrecht, in de schepperij borg stelde' en tot slot dat bij de introductie een 'halve aem' wijn mocht worden gedronken. Sickinghe nam in zijn periode als hofmeester vele belangrijke besluiten. Zo was hij mede verantwoordelijk voor de bouw van het waterschapshuis van het waterschap Hunsingo in Onderdendam, een gebouw dat in de 21e eeuw nog steeds bestaat.  

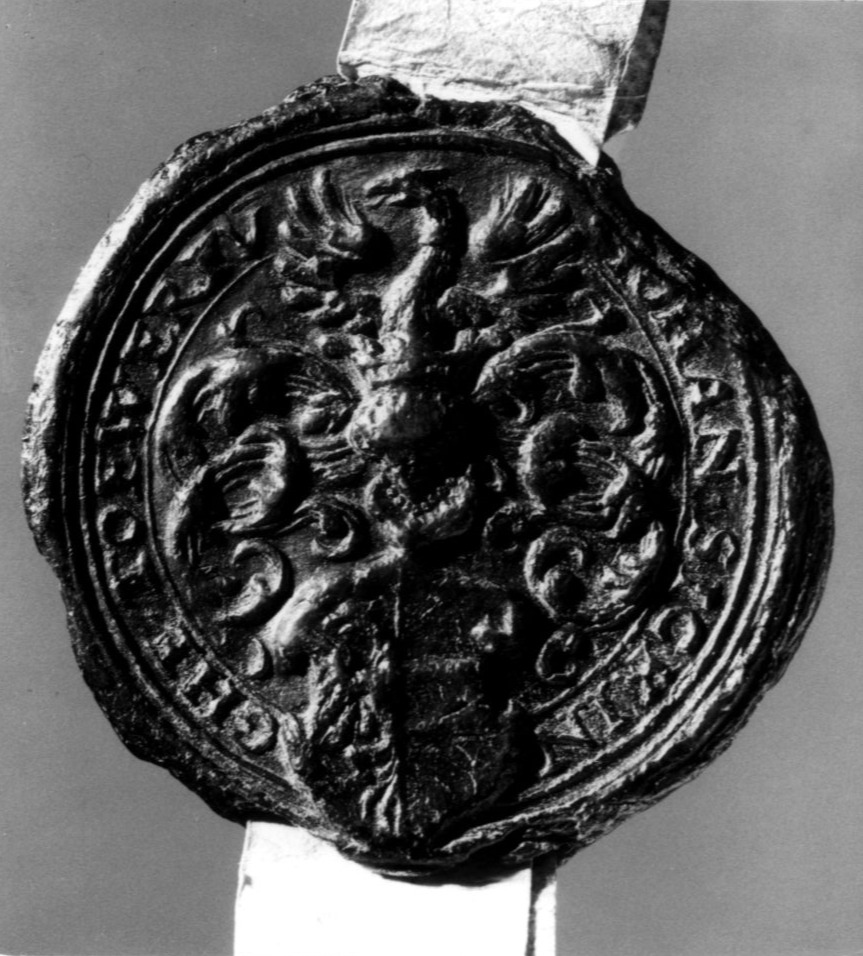
Het zegel van Johan Sickinghe tot Warffumborg, 21 januari 1636

Enkele gebeurtenissen in Johan zijn periode als hofmeester:  
- Op 1 oktober 1633 wordt Johan gemachtigd om een bokaal te laten maken voor het zijlvest.
- Een resolutie uit 1635 spreekt over de vervolging van Arien of Adriaen Froterman wegens een gedane bedreiging tegen 'den hofmester Sickinghe'.
- Volgens een resolutie uit 1 mei 1644 werden Johan Sickinghe en Ludolph Heerma gecommitteerd om een onderzoek in te stellen naar een oud diep om Winsum lopende naar de Winsumerzijl.
- Op 3 juli 1649 worden Johan, Onno Tamminga (de oude) en Hillebrant Gruisz en Joest Lewe (de oude) geccommiteerd om Abel Lewe en andere particulieren te vervolgen wegens het vissen op het Winsumerdiep.

Op 15 april 1652 was er sprake van 'een opneming der nieuwe brandglazen in het zijlvesterhuis door Johan Sickinghe, hofmeester'. Dit was de laatst bekende handeling van Johan in zijn rol bij het Winsumer- en Schaphalsterzijlvest. Johan werd na zijn overlijden in 1652 opgevolgd door zijn zoon Feio Sickinghe (1610-1666). Een resolutie met als datum 28 oktober 1652 geeft aan dat 'Feijo Sickinghe in plaats van wijlen zijnen vader Johan Sickinghe als zijlrechter wordt aangenomen'. Ook volgde hij zijn vader op als schepper van Warffum. De heer Onno Tamminga van Luidema volgde Johan op als hofmeester van het zijlvest.  

## Betrokkenheid bij de Kamer van de WIC in Groningen
Sickinghe was als vermogend bestuurder betrokken bij de oprichting van de Kamer van de WIC in Groningen. 

Bij de oprichting van de VOC in 1602 was het Groningen en Friesland niet gelukt een kamer te bemachtigen. Toen de WIC in 1621 werd opgericht waren de noorderlingen dan ook vastbesloten om een kamer van de nieuwe Compagnie binnen haar grenzen te krijgen. Groningen en Friesland moesten gezamenlijk 500.000 van de 4.5 miljoen gulden opbrengen. De helft, een negende deel van het totaal, kwam Groningen toe. Holland was ervan overtuigd dat dit de noorderlingen niet zou lukken. De provincie Friesland deinsde dan ook meermaals terug. Groningen moest Friesland regelmatig in beweging brengen om hun eerdere toezeggingen na te komen. Enige tijd zonk Groningen de moed in de schoenen. Toen echter bleek dat in Groningen al voor 350.000 gulden was ingetekend en Friesland haast niks bij elkaar kreeg, kreeg men weer hoop. De Friezen lieten het idee vanwege mislukte oogsten en dijkdoorbraken in eigen provincie al snel varen. Groningen kreeg het geld uiteindelijk wel bij elkaar en werd een van de vijf kamers naast de kamers Amsterdam, Zeeland, Maze (Rotterdam) en Noorderkwartier (Hoorn).

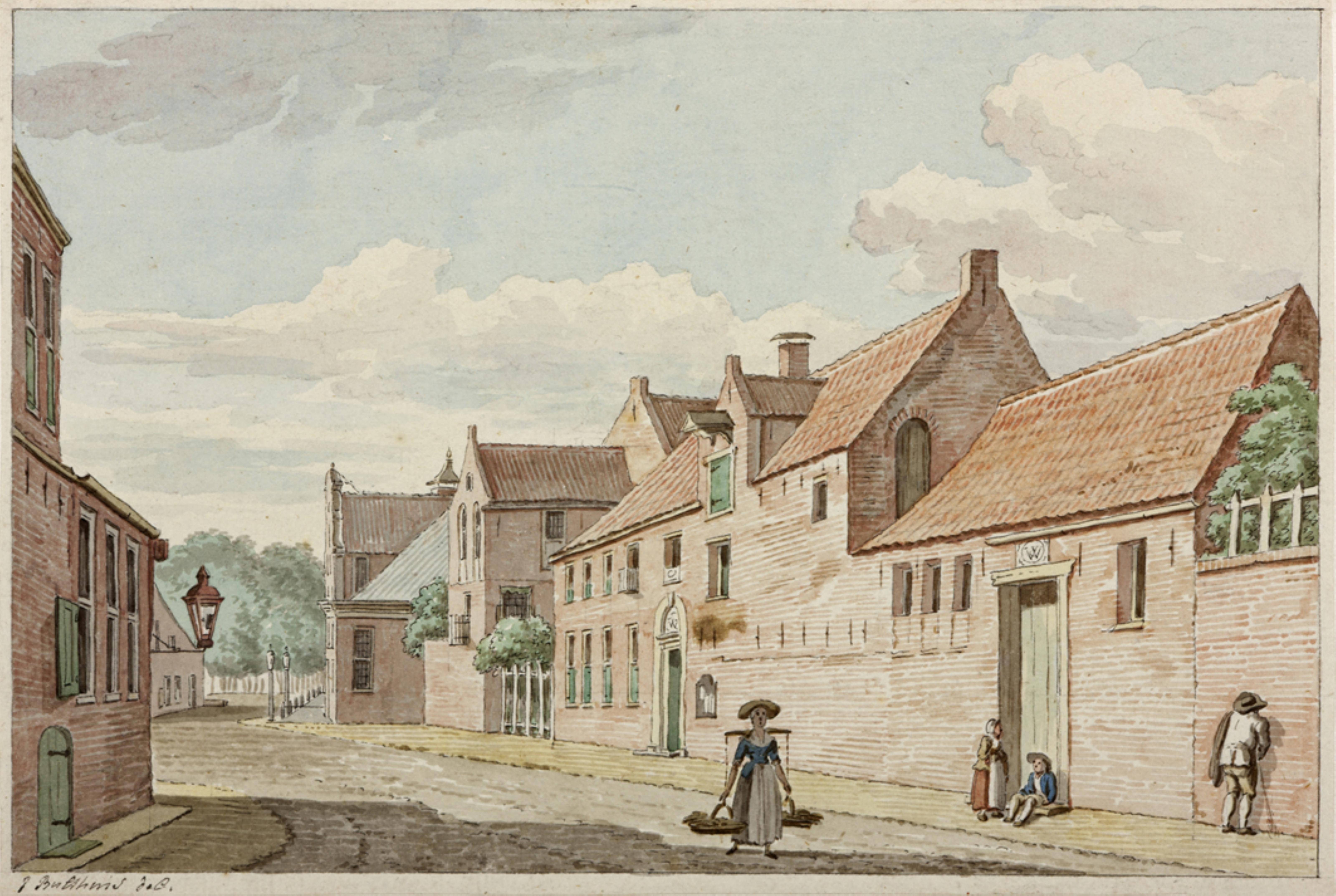
Het West-Indisch huis in de Munnekeholm. Hoofdkwartier van de Kamer van Stad en Lande.

In oktober 1622 vertrokken burgemeester Jochem Alting en jonker Johan Sickinghe namens Groningen naar Den Haag en Amsterdam. Hier namen zij deel aan de besprekingen 'ten algemenen nutte' van de  West-Indische Compagnie. Bij de vergadering van het centrale bestuurscollege te Amsterdam kwam het octrooi zoals door de eerdere VOC ontworpen op tafel. In dit octrooi sprak men van de Heren XVII. Dat er door de komst van Alting en Sickinghe bij de oprichting van de WIC inmiddels sprake was van een heren negentien (ook wel: de Heren XIX) was een duidelijk toonbeeld van de vasthoudendheid van de Groningers.  
Johan Sickinghe behoorde in 1643 tot de hoofdparticipanten van de West-Indische Compagnie. Op de lijst uit 1643 staan 39 stedelingen (uit de stad Groningen) en 20 Ommelanders, waaronder Sickinghe, als hoofdparticipant vermeld. Gemiddeld stond een hoofdparticipant te boek voor een bedrag tussen de 4000 en 8000 gulden. Sickinghe stond echter te boek voor een zeer veel groter bedrag, namelijk 20.000 gulden. Van alle 59 hoofdparticipanten investeerde alleen Allard Gaikinga een groter bedrag in de Compagnie dan Sickinghe, namelijk 33.750 gulden. Na Sickinghe kwamen de jonkers Albert Coenders en Willem van Ewsum met elk een bedrag van 10.000 gulden.  
Sickinghe was uiteindelijk tussen 1622 en 1649 bewindhebber van de kamer. Zijn kleinzoon, jonker Rudolph Sickinghe (1643-1688), zou tussen 1679 en 1683 bewindhebber worden van de kamer. 

## Galerij

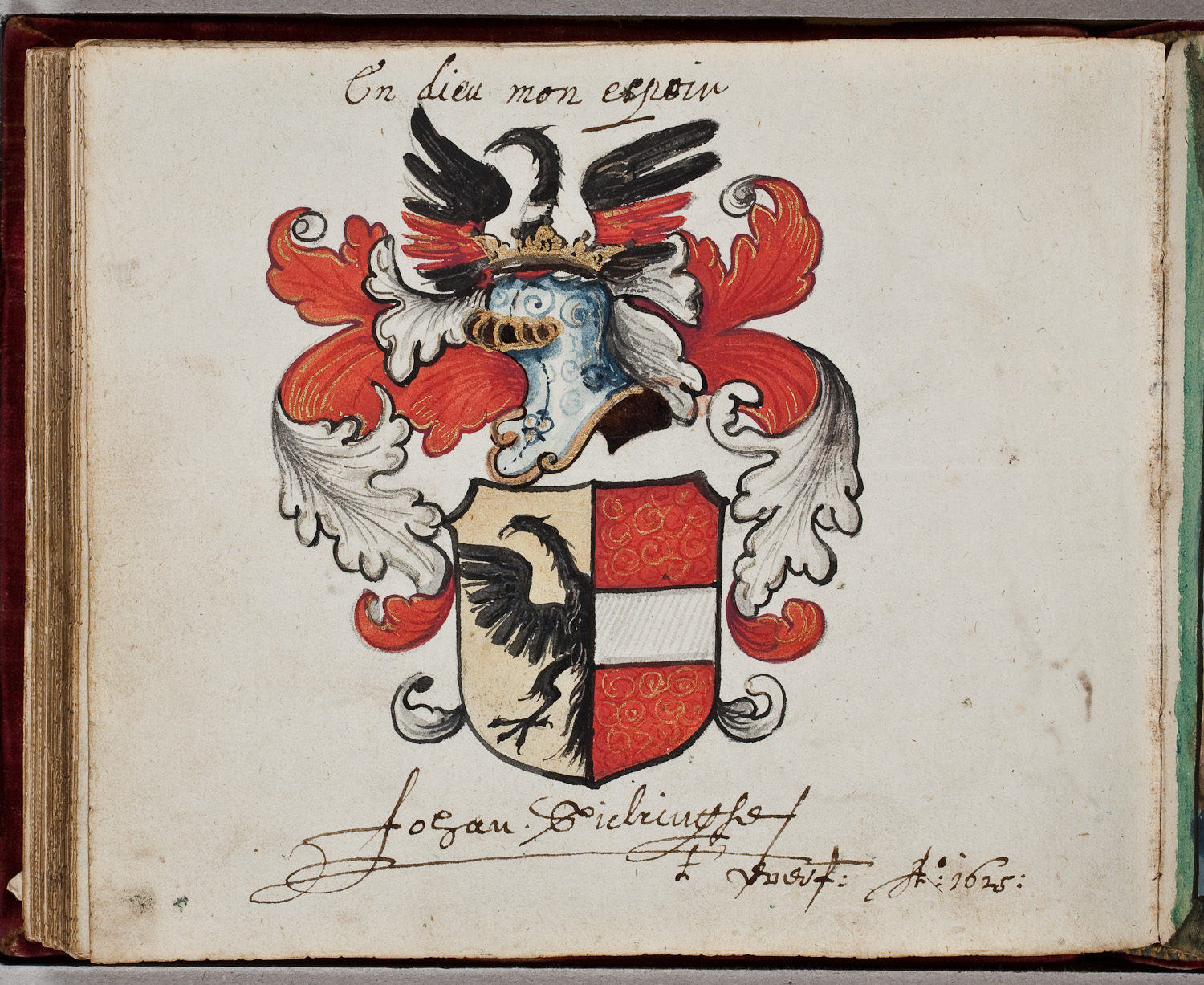
Albuminscriptie van Johan Sickinghe in het album amicorum van Juw van Harinxma thoe Slooten (1607-)
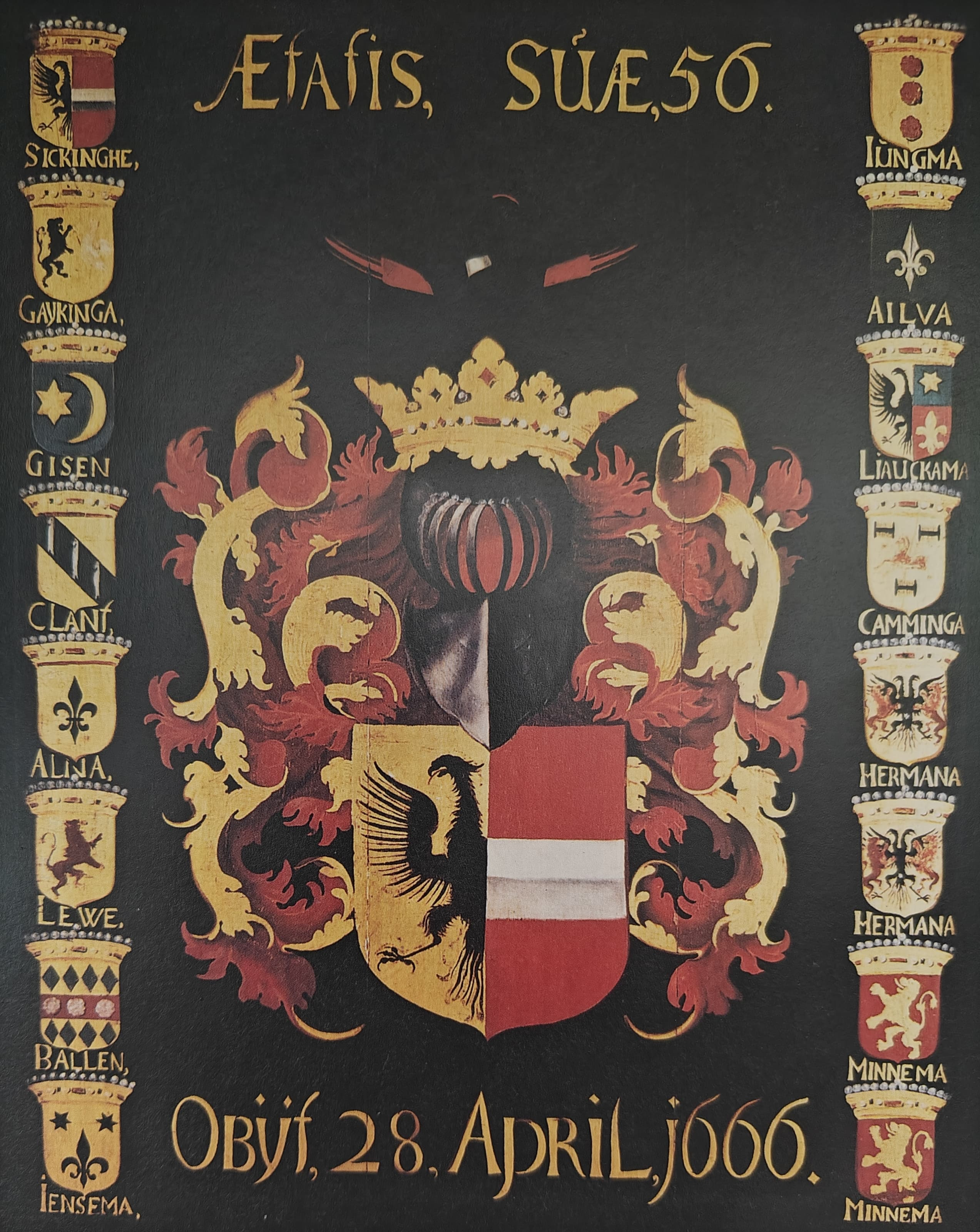
Het rouwbord van Feio Sickinghe (1610-1666), zoon van Johan
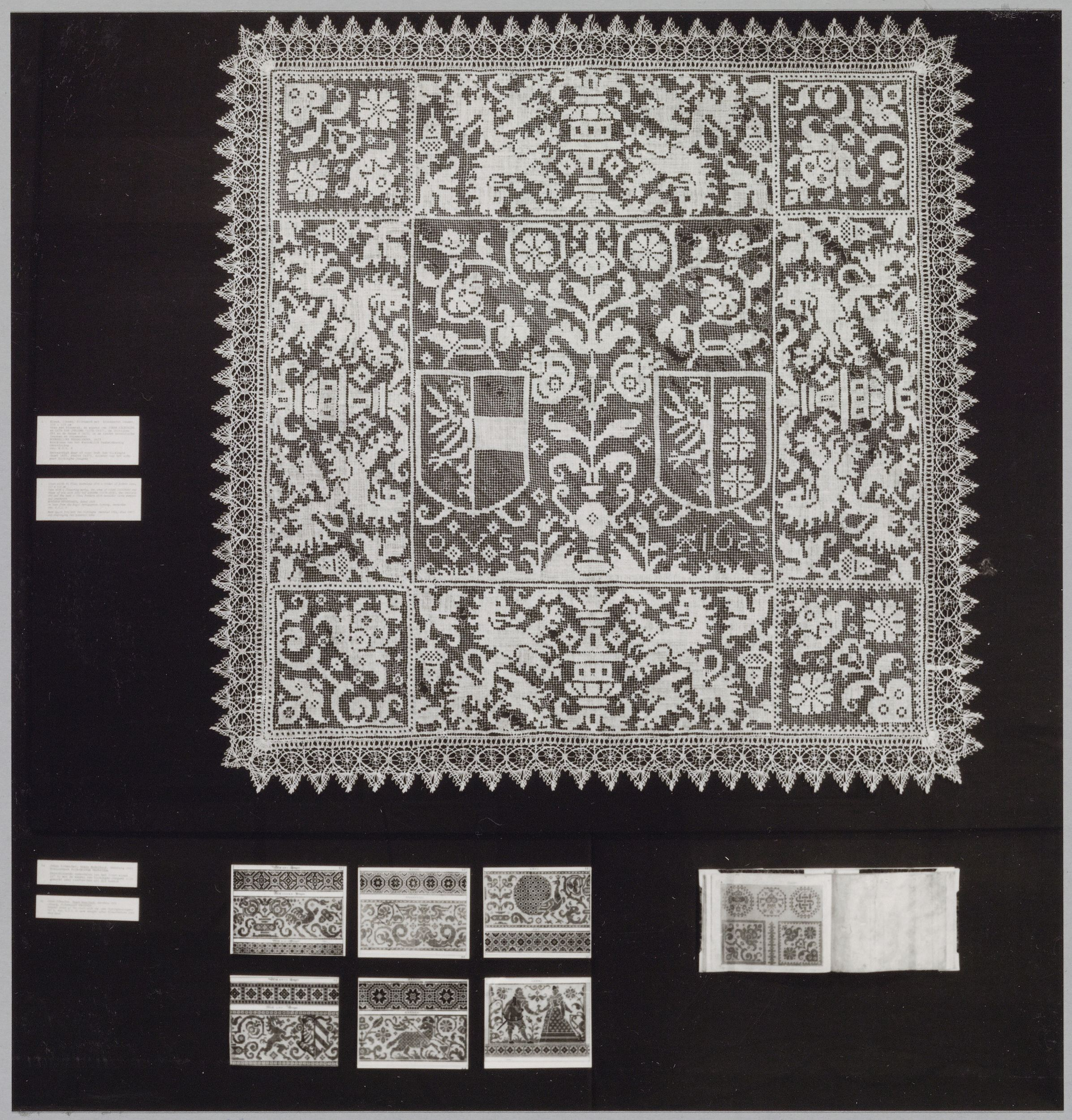
Kleed gemaakt door de dochter van Johan, Oedt Sickinghe (1611 -1637)
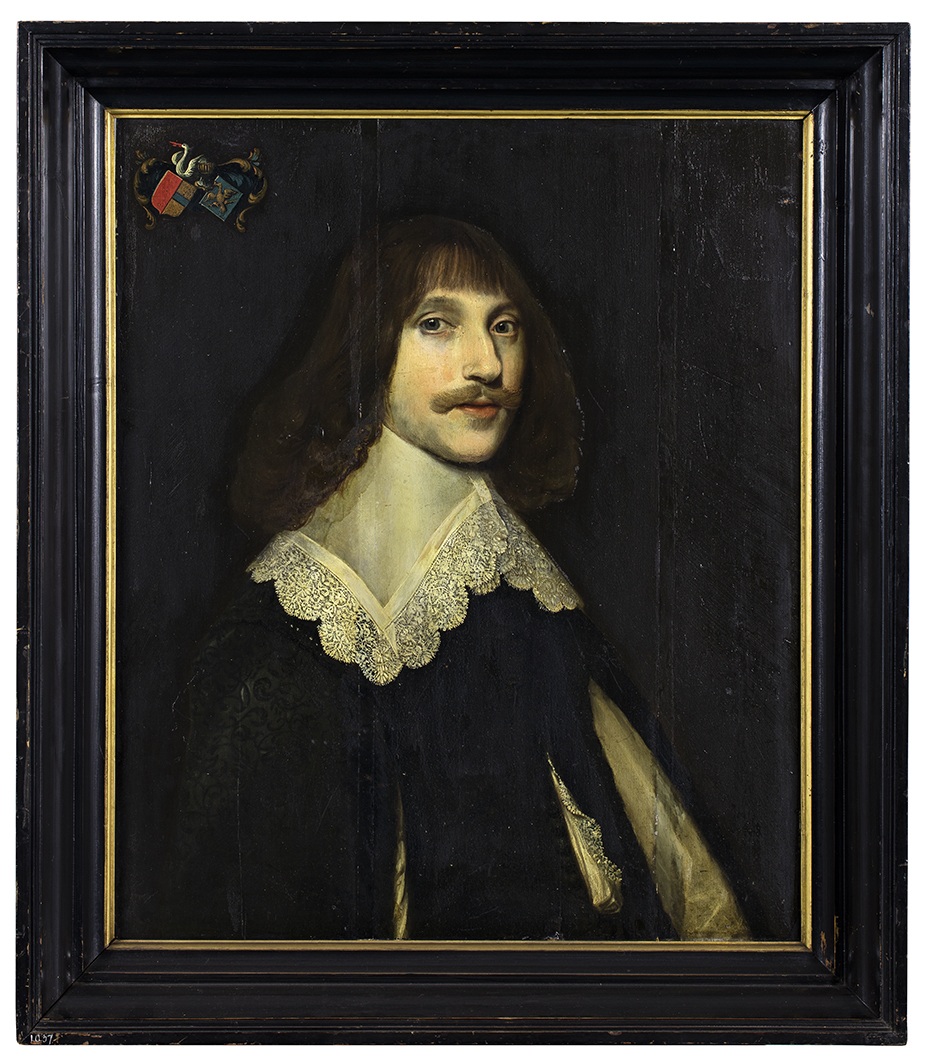
Portret van Jonker Schotto Tamminga van Bellingeweer. Getrouwd met Catharina Sickinghe (†1650), dochter van Johan.
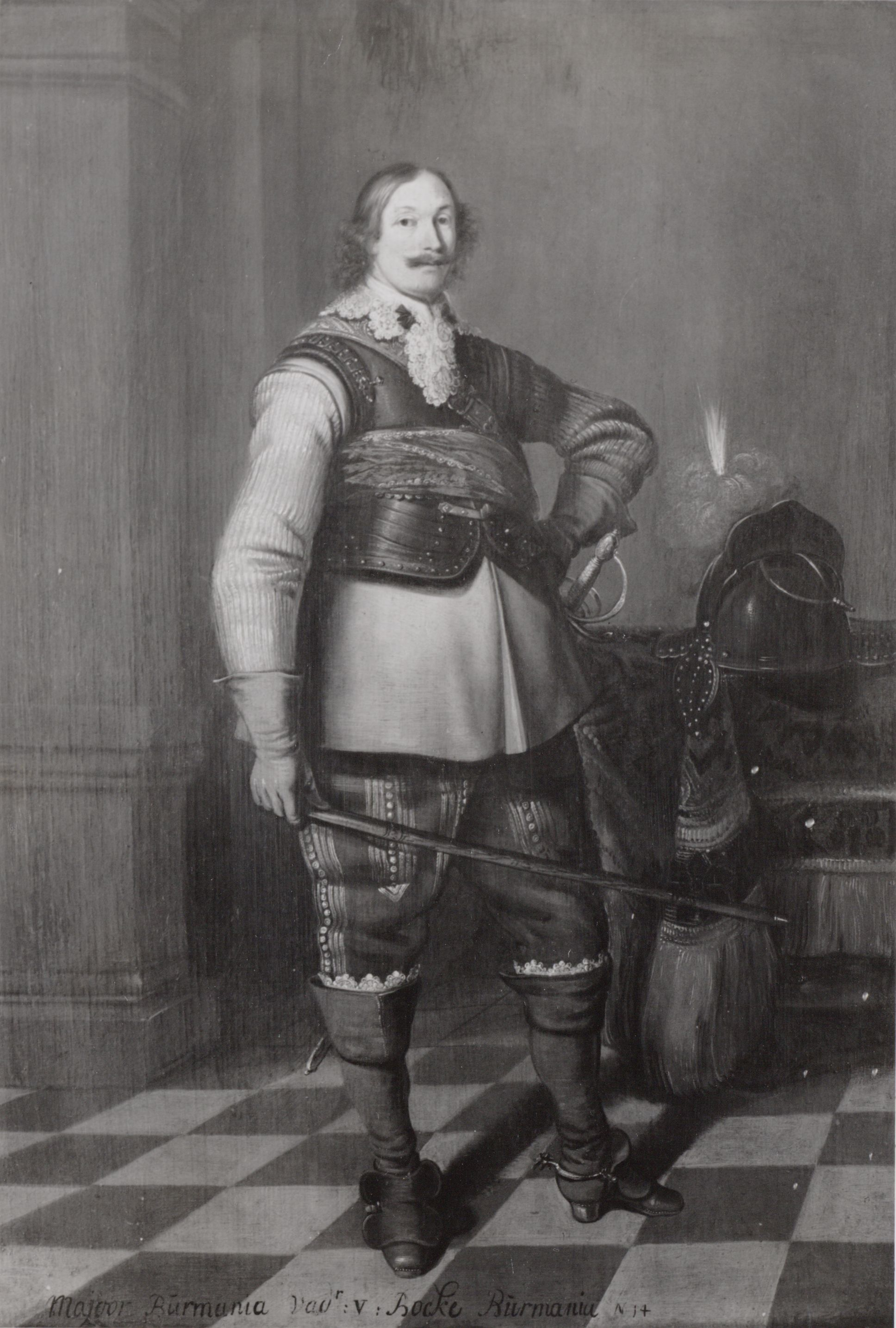
Schilderij van Poppo Bockes van Burmania (ca. 1610-1638). Getrouwd met Oedt Sickinghe (1611-1637), dochter van Johan.
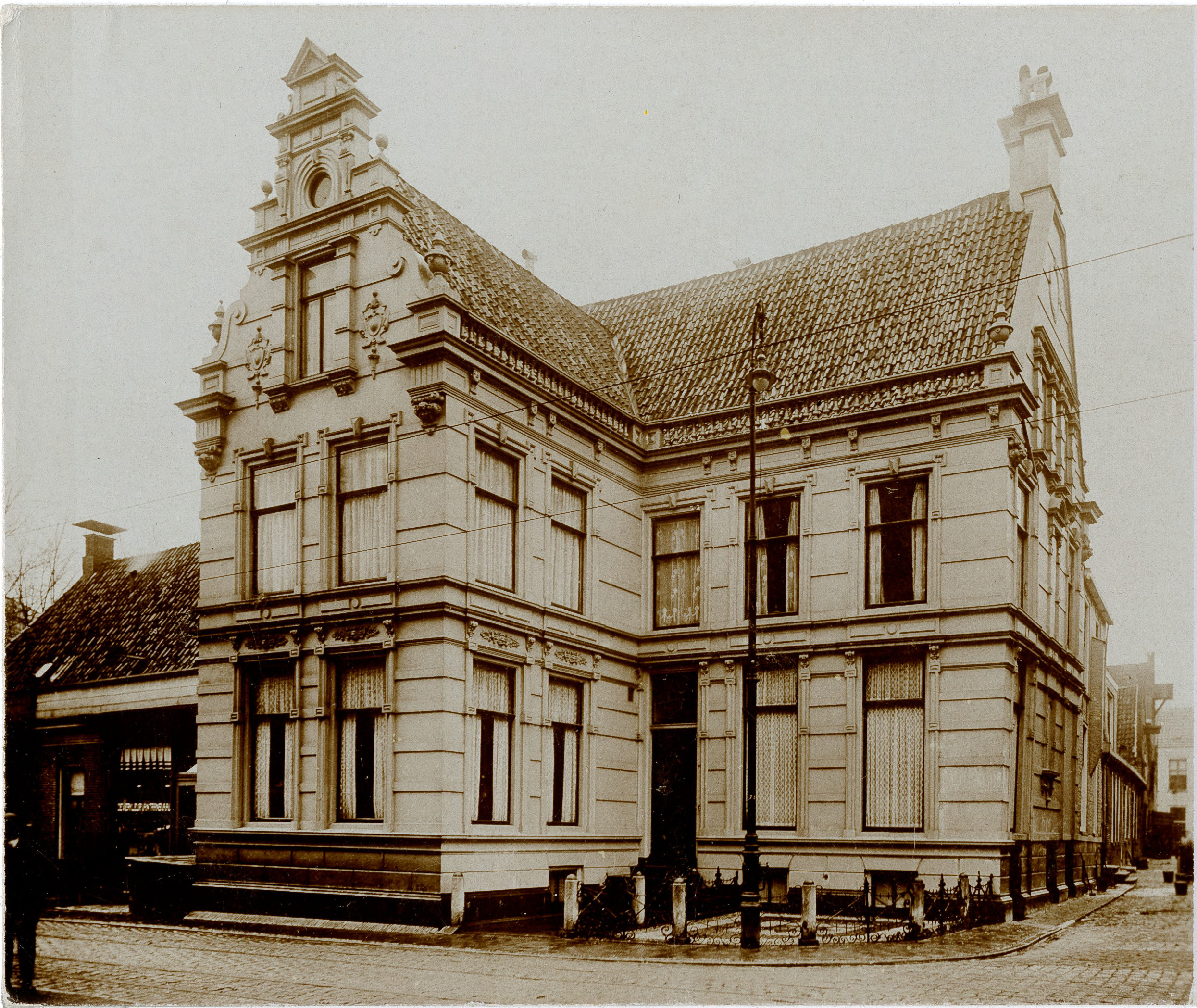
Het Sickinghehuis dat Johan in 1589 aan het cisterciënzerklooster Yesse verkocht
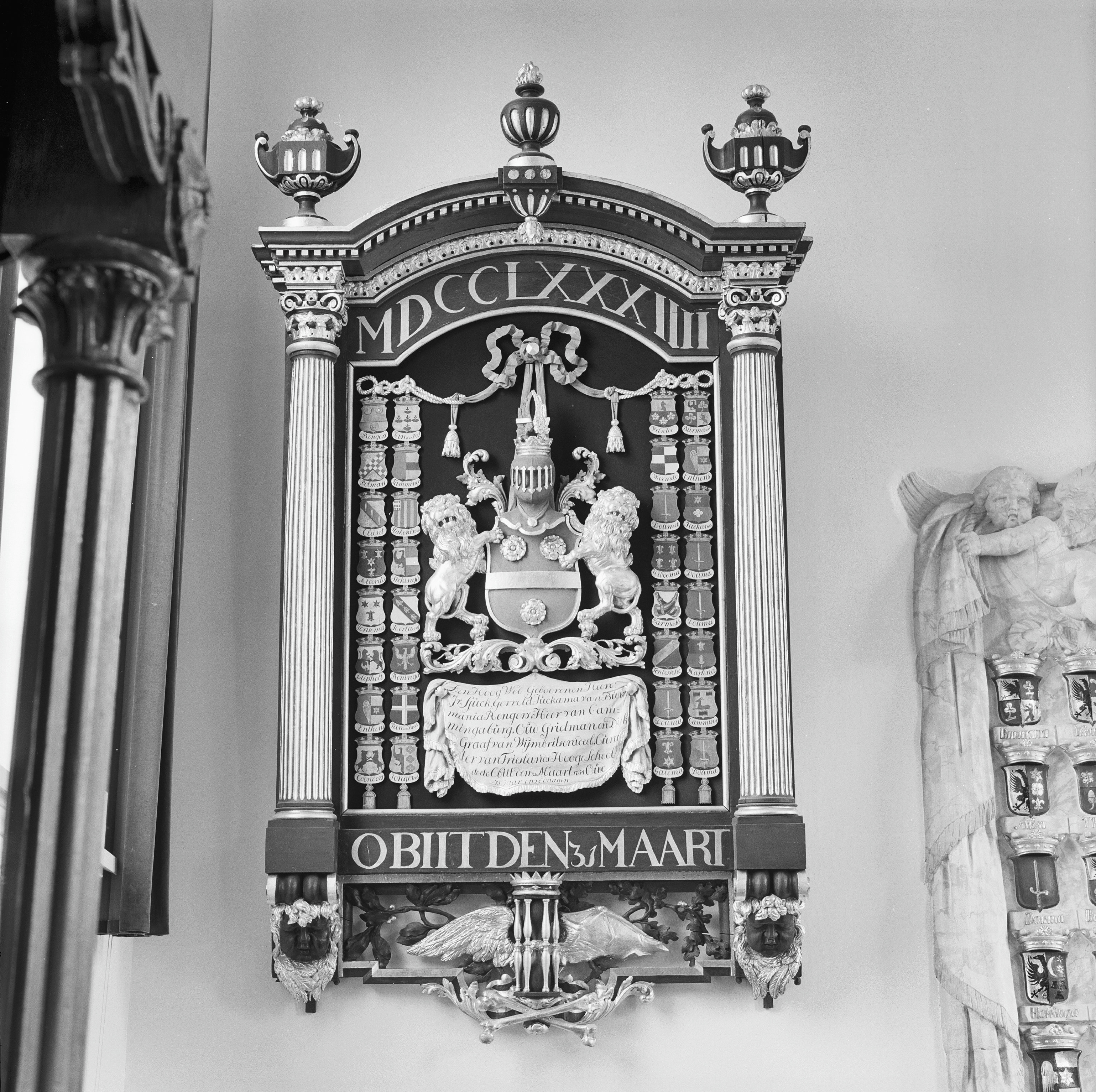
Het wapenschild van Catharina Sickinghe (tweede rij van links, vierde van boven), dochter van Johan, op het rouwbord van Jonker Sjuck van Burmania Rengers in de kerk van IJsbrechtum
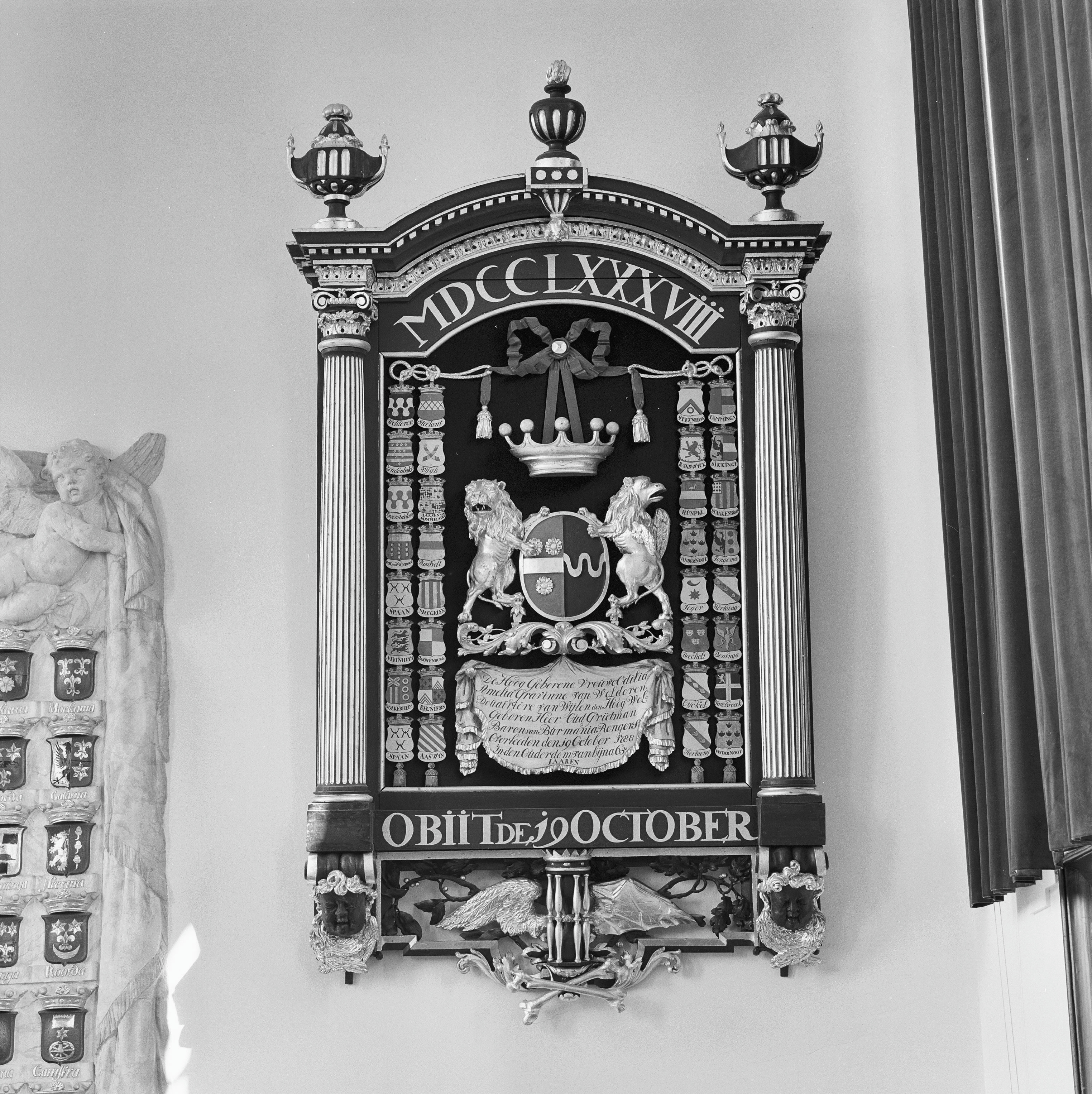
Het wapenschild van Catharina Sickinghe (meest rechter rij, tweede van boven), dochter van Johan, op het rouwbord van Vrouwe Odilia Amalia (1723-1788), gravinne van Welderen, in de kerk van IJsbrechtum
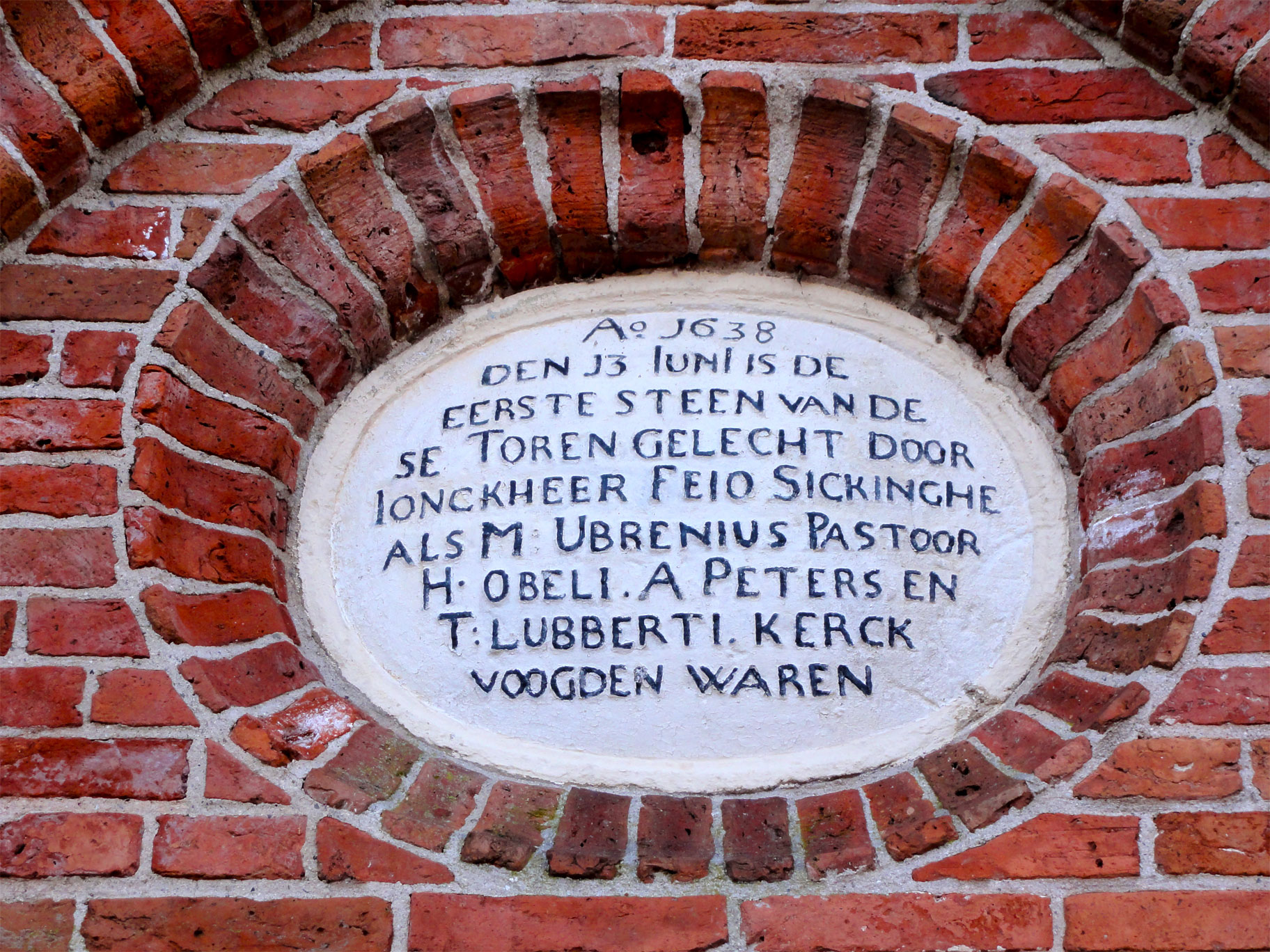
De eerste steen voor de toren van de Sebastiaankerk van Warffum, in 1638 gelegd door de zoon van Johan, jonckheer Feio Sickinghe (1610-1666)